# Dinastia Joseon
A Dinastia Joseon, também conhecida como Chosŏn, Choson ou Chosun (Coreano: 조선; Hanja: 朝鮮; MR: Chosŏn; [tɕo.sʌn]), oficialmente: Reino de Grande Joseon (대조선국; 大朝鮮國; [tɛ.tɕo.sʌn.ɡuk̚]), foi a última e mais longa dinastia da história da Coreia. Fundada pelo general Yi Seong-gye, existiu entre 1392 e 1897, cerca de 500 anos, até à proclamação do Império Coreano (1897-1910), que foi uma continuação da dinastia.  A sua área de influência abrangia toda a península coreana e as suas fronteiras setentrionais alcançavam aos rios Amnok e Duman. Durante a sua história, teve 26 monarcas (sem incluir os imperadores coreanos).
Em 1388, ordenado pelo Rei U de Goryeo, Yi Seong-gye liderou uma campanha com o objetivo de ocupar a Península de Liautum, que na altura dominado pelo Império Ming. Contudo, Yi Seong-gye liderou um golpe de estado que depôs o Rei U e aclamou o filho deste de 8 anos como novo rei, Rei Chang de Goryeo. No ano seguinte, foi deposto por estar envolvido numa conspiração fracassada e foi aclamado novo rei um familiar afastado, Rei Gongyang de Goryeo. Em 1392, Yi Seong-gye depôs o rei e autoproclamou-se novo soberano em Kaesong. Alterou também o nome do estado para Joseon. Em 1395, transferiu a capital para Hanyang (한양; 漢陽), que mais tarde denominado Hanseong (한성; 漢城) e que é atualmente conhecido como Seul. Em 1398, após um golpe de estado motivado pelo conflito entre os príncipes, conhecido como "Primeiro Conflito de Príncipes" (제1차 왕자의 난; 第一次王子之亂), Kaesong tornou-se novamente a capital. Em 1400, após segundo golpe de estado conhecido como "Segundo Conflito de Príncipes" (제2차 왕자의 난; 第二次王子之亂), a capital foi novamente transferida para Hanseong.
Na altura, Joseon era um estado vassalo do Império Chinês e dominado fortemente pelos ideais confucionistas e cultura chinesa. No reinado de Sejong, houve uma grande progressão e desenvolvimento da cultura, do comércio, da ciência, da literatura e da tecnologia. No entanto, a dinastia foi enfraquecida devido à política de isolamento, devido às invasões pelos vizinhos Japão e Qing, no final do Século XVI e no início do Século XVII. No século XIX, devido aos conflitos internos, o estado tornou-se ainda mais enfraquecido. Em 1897, foi proclamado Império Coreano e, assim, terminou a relação de suserania e vassalagem com o Império Chinês.

## Etimologia
Joseon, Chosŏn, Choson ou Chosun, significa "manhã imaculada", "manhã fresca", ou "terra de manhã calma". A sua origem possivelmente devido à sua localização geográfica no oriente onde corresponde ao nascente do sol e que a “nação está voltada ou seguindo o sol”. Na altura, Yi Seong-gye apresentou ao Imperador Hongwu de Ming (China) duas opções: Joseon (조선; 朝鮮) e Hwaryeong (화령; 和寧). O Imperador optou por Joseon, pois remetia à um reino da antiguidade homônimo que existiu no norte da península.

## História

### Fundação
Goryeo foi uma dinastia fundada em 918 e que durou quase 500 anos. Teve um período áureo e de estabilidade até às invasões do Império Mongol que na altura dominava a China, no século XIII, subjugando o Reino de Goryeo e tornando-o um estado cliente.
No final do século XIV e quando finalmente o Império Mongol começou-se enfraquecer, Goryeo encontrava-se numa situação difícil devido a problemas internos e externos, como luta pelo poder entre a nobreza, invasões das rebeliões armadas de turbante vermelho (forças anti-mongóis da China) e pilhagem dos piratas Wakō (piratas japoneses).
Em 1368, Zhu Yuanzhang proclamou-se imperador em Yingtian (Nanquim) e seria conhecido historicamente como o Imperador Hongwu da dinastia Ming. No ano seguinte, o exército Ming tomou Dadu (Pequim) e assim terminou a dinastia Yuan dos mongóis.
Em 1388, o Império Ming exigiu que Goryeo desistisse dos territórios das antigas prefeituras de Ssangseong (쌍성총관부; 雙城總管府), com a intenção de estabelecer no local uma zona de defesa militar denominado Tieling wei (철령위; 鐵嶺衛), localizada atualmente na província Hamgyong Sul. Este ato gerou discussão na corte de Goryeo. O Rei U de Goryeo (고려 우왕; 高麗 禑王) e general Choe Yeong (최영; 崔瑩) ambicionavam de expandir o domínio de Goryeo. O rei enviou Yi Seong-gye (이성계; 李成桂) para ocupar a Península de Liautum, que na altura controlada pelo Império Ming, embora Yi era contra a decisão. Em Maio, quando o exército de Yi chegou a Ilha Wihwa (위화도; 威化島), localizada no Rio Amnok que constituía a fronteira sino-coreana, enfrentou várias dificuldades: cheias e deserções. Yi enviou ao rei e ao Choe vários pedidos de retiramento do exército, contudo quer um quer outro recusou. Assim, Yi decidiu retirar o exército da ilha, ignorando a ordem do rei. Com consequente, iniciou um golpe de estado. Choe liderou o exército na tentativa de derrubá-lo mas foi derrotado pelo exército de Yi. O exército de Yi então marchou sobre a capital Kaesong. O Rei U foi deposto e foi instalado o filho deste de 8 anos no trono, Rei Chang de Goryeo (고려 창왕; 高麗 昌王). No ano seguinte, foi deposto devido a estar envolvido numa conspiração fracassada. Os reis depostos, U e Chang foram executados por ordem de Yi. Um familiar afastado foi escolhido para ser novo rei, Rei Gongyang de Goryeo (고려 공양왕; 高麗 恭讓王). Após eliminação de vários oficiais fieis aos antigos monarcas, em 1392, Yi destituiu o Rei Gongyang e autoproclamou-se novo rei em Kaesong, conhecido como Taejo (태조; 太祖).
Logo no mesmo ano, mandou um enviado ao Império Ming para solicitar o seu reconhecimento como novo monarca, a autorização da mudança do nome do estado e a prestação de vassalagem ao império. O Imperador Hongwu autorizou a mudança do nome de Goryeo para Joseon, contudo só reconhece Yi como "Regente do Estado de Joseon" (권지조선국사; 權知朝鮮國事) e não como rei.
No início do seu reinado, mandou executar ou assassinar vários membros da antiga família real, inclusive o rei deposto Gongyang e o seu filho, de modo a evitar futuras ameaças de restauração.
Em Novembro de 1392, transferiu a capital para Hanyang, que mais tarde denominado Hanseong. Durante o seu reinado, ordenou a elaboração da nova legislação que serviu bases para o futuro Gyeongguk Daejeon (경국대전; 經國大典; lit. Código do Estado), iniciou reformas das políticas socioeconômicas e agrária. Yi era favor ao Confucionismo e opunha ao Budismo, mandou confiscar os bens e terrenos dos templos budistas e os seus seguidores eram por vezes perseguidos.

### Taejonge os golpes de estado
Um dos problemas que surgiu durante o reinado de Taejo Yi Seong-gye foi o problema da sucessão. Yi Seong-gye teve duas esposas e oito filhos:
- Rainha Sinui (신의왕후 한씨; 神懿王后 韓氏. 6 Outubro 1337 – 25 Novembro 1391). Faleceu antes de Yi Seong-gye se tornar rei. Teve seis filhos:
  - Yi Bang-u (이방우; 李芳雨), Grão-Príncipe Jinan (진안대군; 鎭安大君)
  - Yi Bang-gwa (이방과; 李芳果), futuro Rei Jeongjong
  - Yi Bang-ui (이방의; 李芳毅), Grão-Príncipe  Ikan (익안대군; 益安大君)
  - Yi Bang-gan (이방간; 李芳幹), Grão-Príncipe Hoean (회안대군; 懷安大君)
  - Yi Bang-won (이방원; 李芳遠), futuro Rei Taejong
  - Yi Bang-yeon (이방연; 李芳衍), Grão-Príncipe Deokan (덕안대군; 德安大君)

- Rainha Sindeok (신덕왕후 강씨; 神德王后 康氏. 12 Julho 1356 – 15 Setembro 1396) e teve dois filhos:
  - Yi Bang-beon (이방번; 李芳蕃), Grão-Príncipe Muan (무안대군; 撫安大君)
  - Yi Bang-seok (이방석; 李芳碩), Grão-Príncipe Uian (의안대군; 宜安大君)

O Grão-Príncipe Yi Bang-won foi aquele que mais contribuiu para que o pai Yi Seong-gye ascendesse ao poder. Contudo em 1392, o rei escolheu o 8º filho Yi Bang-seok como príncipe herdeiro, que na altura tinha 10 anos de idade, por três principais motivos: na altura, o rei amava imensamente a Rainha Sindeok, assim a escolha do príncipe herdeiro recaía sobre um dos dois filhos desta rainha. Mais ainda, o 7º filho Yi Bang-beon comportava-se levianamente nos olhos do rei, portanto não seria um candidato ideal. Por fim, o Chefe-Conselheiro de Estado／Yeonguijeong (영의정; 領議政; Equivale o Primeiro-Ministro) Jeong Do-jeon (정도전; 鄭道傳), grande defensor das ideias de Mêncio, conseguiu persuadir o rei para que escolhesse Yi Bang-seok, por ser mais frágil e permissivo nos olhos de Jeong, contribuindo no futuro para uma descentralização dos poderes que não devem ser concentrados apenas nas mãos de um soberano. Portanto, suas ideias entravam em conflito com Yi Bang-won que queria estabelecer uma monarquia absoluta.
Em 1398, enquanto o Rei Taejo Yi Seong-gye ainda estava em luto devido ao falecimento da Rainha Sindeok, Yi Bang-won liderou um golpe palaciano: levou consigo os guardas, invadiu o palácio real, matou Jeong e os seus seguidores bem como os dois filhos da Rainha Sindeok: Yi Bang-beon e Yi Bang-seok. O sucedido é conhecido como "Primeiro Conflito de Príncipes" (제1차 왕자의 난; 第一次王子之亂). O Rei Taejo foi forçado a abdicar em favor do seu segundo filho Yi Bang-gwa, mais tarde Rei Jeongjong (정종; 定宗), ficando apenas com o título de "rei emérito" (태상왕; 太上王).
Um dos primeiros atos do Rei Jeongjong como monarca foi transferir de volta a capital para Kaesong, em 1399, devido a falta de condições e de estabilidade política em Hanyang, para ficar longe dos conflitos e para escapar do "azar" (razões supersticiosas). No entanto, Yi Bang-won detinha realmente o poder e logo entrou em conflito com o outro irmão mais velho, Yi Bang-gan, que também ansiava pelo poder. Em Janeiro de 1400, o conflito intensificou de tal maneira que se transformou numa guerra urbana na capital, que é conhecido como o "Segundo Conflito de Príncipes" (제2차 왕자의 난; 第二次王子之亂). Yi Bang-gan perdeu a guerra e foi exilado, enquanto os seus apoiantes foram executados. Totalmente intimidado, o rei Jeongjong imediatamente indicou Yi Bang-won, em Fevereiro do mesmo ano, como o seu herdeiro. Em Abril, após discussão com Yi Bang-won, proibiu a nobreza deter exército privado, que visa em impedir futuras conspirações. Em Novembro, Jeongjong abdicou em favor do Yi Bang-won e este assumiu o trono como Rei Taejong (태종; 太宗), o terceiro rei da dinastia.
Durante o seu reinado, além de reestabelecer Hanyang como capital, foi efetuada várias reformas, como:
- Social - Adoção de um sistema de hopae (호패법; 號牌法) em que todos com mais de 16 anos devem munidos de uma espécie de crachá de identificação, semelhante a um bilhete de identidade. A restrição do desempenho de cargos oficiais pelos descendentes das concubinas e servas - seo-eol geumgobeob (서얼금고법; 庶孽禁錮法);
- Administrativa e planeamento territorial - Fortalecimento do poder régio: os ministros e os conselheiros respondiam perante o rei em vez do primeiro-ministro (육조직계제; 六曹直啟制). A divisão territorial em oito províncias (do; 도; 道);
- Agrária - Aperfeiçoamento das políticas de terra e de agricultura.

Em 1403, o Imperador Yongle finalmente reconhece Yi Bang-won como Rei de Joseon.

### O reinado deSejonge o seu apogeu
Em 1418, Taejong abdicou em favor do seu terceiro filho, Yi Do (이도; 李祹), conhecido como Rei Sejong, o Grande (세종대왕; 世宗大王). No entanto, Taejong ainda manteve certos poderes até a sua morte em 1422. Durante o seu reinado, destaca-se o desenvolvimento e evolução de várias áreas, levando Joseon ao apogeu:

#### A atividade militar e conquista
Na altura, a atividade de Wakō (piratas japoneses) perturbava a costa marítima coreana, causando muitos prejuízos. Em Maio de 1419, liderou uma expedição militar que visava eliminar os piratas japoneses que operavam na zona da ilha Tsushima (기해동정; 己亥東征) e terminou com uma grande vitória: o Daimyo de Tsushima, Sadamori, foi capturado em Setembro de 1419, sendo 243 Wakous foram mortos e outros 110 foram capturados em combate, enquanto quatro soldados coreanos foram mortos. Pelo menos 140 chineses sequestrados foram libertados. O Tratado de Gyehae (계해약조; 癸亥條約) foi assinado em 1443, em que o Daimyo de Tsushima teria que obedecer a soberania do rei de Joseon e ajudar no combate de outros piratas japoneses. Em troca, Joseon concedeu-lhe direitos e priviléligios no comércio.
Por outro lado, Sejong mandou consolidar a defesa da fronteira do norte e estabelecer várias guarnições - quatro comarcas e seis guarnições (hangul: 사군육진; hanja:四郡六鎭), na margem sul do rio Dumen - para proteger da invasão dos povos nomadas que viviam na Manchúria. Ele também criou diversos regulamentos militares e apoiou na inovação da tecnologia militar como na invenção de novos canhões e de diferentes flechas de fogo, utilizando a pólvora.
Em 1433, Rei Sejong enviou ainda o General Kim Jong-seo (hangul: 김종서; hanja: 金宗瑞), ao norte para ocupar os territórios dominados pelo Manchu. Na campanha militar, Kim capturou vários pontos estratégicos e expandiu o território coreano, em que corresponde aproximadamente à atual fronteira entre a Coreia do Norte e China.

#### A Ciência e tecnologia
Muitos avanços tecnológicos ocorreram durante o reinado do Rei Sejong. A criação de um manual do agricultor Nongsa jikseol (농사직설; 農事直說), que continha informações sobre as diferentes técnicas de cultivo, contribuiu para o desenvolvimento da agricultura coreana.
Durante seu governo, financiou vários projectos. Destaca-se por exemplo Jang Yeong-sil (hangul: 장영실; hanja: 蒋英实), um inventor de destaque que vinha da classe social baixa e que foi promovido a desempenhar cargos importantes (na altura um indivíduo da classe baixa não podia desempenhar cargos altos da nobreza). Jang criou vários intrumentos astronómicos, clepsidras e relógios de sol. A sua invenção mais famosa foi em 1442, o primeiro pluviômetro.
Mandou também reformar o calendário coreano e ordenou a seus astrônomos que mudassem a latitude primária do calendário coreano de Pequim para Seul, que pela primeira vez na história coreana. Este novo sistema permitiu aos astrônomos coreanos prever com mais precisão o tempo dos eclipses solares e lunares.
Na área da medicina tradicional coreana, dois importantes tratados foram escritos na época: Uibang Yuchi (의방유취; 醫方類聚) e Hyangyak Chipsŏngbang (향약집성방; 鄉藥集成方), que representam o marco no desenvolvimento da própria medicina tradicional coreana, distinto da China.

#### A Língua e a criação de Hangul
Em 1420, Sejong estabeleceu Jiphyeonjeon (집현전; 集賢殿; lit. o Salão dos Dignos) no Palácio Gyeongbok, uma espécie de academia estatal e que concentrava os estudiosos e acadêmicos selecionados pelo rei, sendo vocacionada para o ensino, a cultura e a ciência. A obra mais conhecida foi a elaboração de alfabeto coreano publicado em Hunmin Jeongeum (훈민정음; 訓民正音; lit. "Os sons apropriados para a educação do povo").
Há muito tempo, os coreanos usavam os caracteres chineses como sistema de escrita (ou seja não tinha a sua própria escrita), contudo usavam a fonética ou pronúncia nativa. No entanto, devido às diferenças fundamentais entre as duas línguas e ao grande número e complexidade de caracteres, havia muita dificuldade em aprender a escrever usando caracteres chineses, nomeadamente para as classes mais baixas, que muitas vezes não tinham oportunidade de ter educação. Hangul (o alfabeto coreano), foi criado em 1443 e foi promulgado em 1446 pelo Rei Sejong através de um documento intitulado Hunmin Jeongeum, que visa em promover a alfabetização e que todas as classes pudessem ler e escrever. O alfabeto coreano eram constituído por 28 letras, com base em um diagrama simplificado dos padrões feitos pela boca, língua e dentes ao emitir os sons relacionados com o caracteres.

### Os reinados deSejoe deSeongjong
Em 1450, após o falecimento do Rei Sejong, o seu filho primogénito assumiu o trono, conhecido como Munjong (문종; 文宗) e que deu continuidade às políticas do pai. Contudo faleceu ao fim de 2 anos do reinado (em 1452). O seu filho de 10 anos ascendeu ao trono, conhecido como Danjong (단종; 端宗) e o seu tio Grão-Príncipe Suyang (수양대군; 首陽大君) Yi Yu (이유; 李瑈) tornou-se regente. Em 1453, Yi Yu desferiu um golpe de estado, conhecido como golpe de estado do ano Gyeyu ou Gyeyu Jeongnan (계유정난; 癸酉靖難), que matou Chefe-Conselheiro de Estado／Yeonguijeong (영의정; 領議政; Equivale o Primeiro-Ministro) Hwangbo In (황보인; 皇甫仁) e Primeiro Conselheiro de Estado／Jwauijeong (좌의정; 左議政; Corresponde o primeiro vice-primeiro-minsitro) Kim Jongseo (김종서; 金宗瑞) bem como exilou o seu irmão mais novo, tio e apoiante de Danjong, o Grão-Príncipe Anpyeong (안평대군; 安平大君) Yi Yong (이용; 李瑢) que mais tarde viria ser executado. Após todos estes actos, Yi Yu usurpou o poder, sendo nomeado Yeonguijeong. Por fim, em Junho de 1455, Yi Yu usurpou o trono e obrigou o Rei Danjong a abdicar, assumindo novo Rei de Joseon - Rei Sejo (세조; 世祖).
Houve algumas tentativas de revoltas e conspirações contra esta usurpação: o irmão mais novo de Sejo, o Grão-Príncipe Geumseong (금성대군; 錦城大君)Yi Yu (이유; 李瑜), ainda tentou conspirar contra o seu irmão e restaurar o seu sobrinho Danjong ao trono, porém acabou por ser exilado e executado mais tarde. E ainda em Junho de 1456, uma conspiração liderado principalmente pelos seis fiéis ministros e conselheiros de Danjong, conhecidos como "Seis Ministros Mártires"／Sayuksin (사육신; 死六臣), que acabou por fracassar e estes foram executados por esquartejamento. A maioria dos fiéis apoiadores de Danjong foram exilados ou foram executados. Como resultado destas conspirações, em 1457 Danjong foi destituido, ficando com o título de Príncipe Nosan (노산군; 魯山君), exilado e mais tarde forçado a cometer suicídio aos 16 anos, sendo os seus restos mortais foram lançados ao rio.
Apesar de Sejo ser retratado como um tirano cruel e obsecado pelo poder, ele também era reconhecido por efectuar reformas no âmbito jurídico e militar, bem como estabelecer medidas para fortalecer o poder régio durante o seu reinado. Deu início à elaboração da legislação fundamental de Joseon, "Gyeongguk Daejeon"／Grande Legislação da Administração do Estado (경국대전; 經國大典), que traria impacto profundo nas atividades políticas e socio-económicas.
Em 1468, Yi Gwang (이황; 李晄) sucedeu ao pai e tornou-se oitavo Rei de Joseon, Yejong (예종; 睿宗). Todavia o seu reinado durou apenas um ano e dois meses e acabou por falecer aos 20 anos. Embora tivesse um filho de 4 anos e de saúde débil, a Rainha-viúva e consorte de Sejo, Jeonghui (정희왕후 윤씨; 貞熹王后 尹氏) instalou outro seu neto e sobrinho de Yejong, Yi Hyeol (이혈; 李娎) no trono, conhecido como Rei Seongjong (성종; 成宗). Como Seongjong ascendeu ao trono muito jovem, aos 13 anos, a Rainha Jeonghui tornou-se a primeira rainha regente na história de Joseon.
Seongjong assumiu o governo aos 19 anos de idade no ano de 1476. O seu reinado foi marcado pela prosperidade e crescimento económico, a par do reinado de Sejong. Investiu na cultura e na literatura, mandou promulgar Gyeongguk Daejeon em 1485. Além disso, reformou o sistema administrativo com reforço de poderes do Gabinete de Consultores Especiais ou Hongmungwan (홍문관; 弘文館), uma entidade com função de consultor, de investigação e também servir de biblioteca real; do Gabinete do Inspector Geral ou Saheonbu (사헌부; 司憲府), que era responsável por garantir a moralidade pública e supervisionar a conduta dos administradores e governantes, combatendo a corrupção e o peculato; do Censorado ou Saganwon (사간원; 司諫院), que desempenhava a função de revisão aos decretos e ordens régias impropriados, criticar as ações e políticas impróprias do rei e emitir pareceres. Estas três entidades constituíam Samsa ou "As Três Autoridades" (삼사; 三司) e formam um mecanismo de controlo para contrabalançar os excessos do poder régio.
Em 1491, Seongjong iniciou uma campanha militar contra os Jurchéns, liderada pelo General Heo Jong (허종; 許琮), consolidando a fronteira setentorial.

### As facções políticas e as purgas
Em 1473, a Dama Yun (윤씨; 尹氏) serviu Seongjong como uma concubina até ao falecimento da Rainha Gonghye (Hangul: 공혜왕후, Hanja: 恭惠王后), a primeira esposa de Seongjong e que não deixara descendentes. Em Julho de 1476, o rei tomou-a como segunda esposa e tornou-se a rainha consorte, devido à sua beleza e na altura já estava grávida. Em Novembro, deu à luz ao filho primogénito Yi Yung (이융; 李㦕). Todavia, a nova rainha era altamente ciumenta das concubinas e houve tentativas de envenenar uma delas, provavelmente sofria de patologia psiquiátrica. Em 1479, o Rei Seongjong decretou a destituição da rainha, com expulsão da corte e prisão domiciliária, na altura em que Yi Yung tinha 3 anos de idade. Segundo outros relatos que, no dia de aniversário dela, tinha entrado em conflito com o rei por este ter ido ao encontro com uma das concubinas e com consequente, enquanto em estado raivoso, arranhou o rei e que deixou marcas visíveis no seu rosto. Em 1480, Seongjong tomou outra concubina como a sua terceira esposa, a Rainha Jeonghyeon (정현왕후 윤씨; 貞顯王后 尹氏) ou mais tarde viria conhecer pela Rainha-viúva Jasun (자순대비 윤씨; 慈順大妃 尹氏). Foi-lhe entregue o príncipe Yi Yung ao seu custódio. No entanto, Seongjong estava preocupado que, após a sua morte, a rainha deposta Yun iria regressar à corte por ser mãe biológica do futuro rei. Para que isso não aconteça, em Março de 1482, Seongjong condenou a rainha deposta à morte por envenamento. Segundo a lenda que a rainha deposta Yun à beira da morte, entregou à sua mãe o lenço (outros dizem que era uma túnica) manchada de vómito e sangue após ingestão do veneno e que a pediu que entregasse ao seu filho Yi Yung depois dele subir ao trono, para que ele vingasse. Contudo, não se encontra o sucedido registado nos documentos oficiais bem como nas Crónicas de Dinastia Joseon (조선왕조실록; 朝鮮王朝實錄). No entanto, segundo as mesmas Crónicas, Yi Yung desde pequeno já demonstrava agressividade e detestava de estudar, mesmo assim em 1483, Yi Yung foi escolhido como príncipe herdeiro aos 8 anos de idade. Em 1495, Yi Yung sucedeu ao pai e tornou-se décimo Rei de Joseon.
No início do seu reinado, foi um bom governante e efectuou reformas no âmbito de defesa nacional. Na altura, a corte era dividida em duas facções politicamente rivais entre eles: Hungu (훈구파; Hanja: 勳舊派) que eram os oficiais e militares que tinham sido apoiado o Rei Sejo na sua ascensão ao trono bem como os seus descendentes que gozavam todos os privilégios, e Sarim (사림; 士林) que eram neoconfucionistas e literatos que procuravam estabelecer uma sociedade neoconfucionista ideal, sendo grande parte deles integravam em Samsa ou "As Três Autoridades" (삼사; 三司), por convite do Rei Seongjong, com o objectivo de servir como oposição aos Hungu. Este conflito intensificou-se cada vez mais, que em Julho de 1498, Yu Jagwang (유자광; 柳子光) e outros da facção Hungu acusaram Kim Jong-jik (김종직; 金宗直) e os seus discípulos, que pertenciam à facção Sarim, por difamarem e criticarem indirectamente o Rei Sejo por usurpar o trono (o acontecimento era considerado tabu e quem falasse era considerado traição), ao escrever um capítulo das Crónicas de Dinastia Joseon, sobre o Rei Seongjong. Como Yi Yung era seu descendente directo da linhagem e também já estava saturado com as constantes oposições dos Sarim aos seus decisões, que eram vistos como uma ameaça ao poder. Assim, Yi Yung aproveitou da situação, mandou punir cerca de 30 indivíduos de Sarim: todos fora expulsos da corte, uns foram executados e outros foram exilados. O corpo de Kim Jong-jik foi exumado e executado postumamente. Aqueles que os defenderam também foram castigados. Portanto, campanha é conhecida como Muo sahwa／"Purga dos Literatos do ano Muo" (무오사화; 戊午士禍). Após a purga, Yi Yung referiu sarcasticamente: "Só hoje é que conheço a existência dessas autoridades" (오늘에야 비로소 대간이 있음을 알았다; 今日始知有臺諫也). Isto é, Samsa devem estar quietos e não intervir mais nas decisões do monarca.
Em 1504, deu-se uma nova purga: Yi Yung acreditou nas calúnias do conselheiro Yim Sahong (임사홍; 任士洪),  após ter descoberto a causa da morte da sua mãe biológica Rainha deposta Yun (폐비윤씨; 廢妃 尹氏). Mandou prender todos os que estavam suspeitos ou envolvidos: as duas concubinas do pai foram acusadas bem como os filhos delas (ou seja, os meios-irmãos de Yi Yung) e cerca de 26 oficiais e servidores foram acusados e executados, incluindo o enviado que executara a ordem do Rei. Os corpos dos oito ministros e conselheiros do pai foram exumados e executados postumamente. Até a sua avó Rainha-viúva Insu (인수대비 한씨; 仁粹大妃 韓氏) e a sua madrasta Rainha-viúva Jasun (자순대비 윤씨; 慈順大妃 尹氏) que lhe tratara como fosse o seu filho amado, também foram suspeitas: Rainha-viúva Insu, na altura idosa e doente, foi humilhada pelo seu neto e o acto levou ao agravamento da sua doença e posterior ao falecimento, enquanto a madrasta Rainha-viúva Jasun quase foi condenada à morte. Mais de 200 pessoas foram acusadas e sujeitadas ao perigo de vida. Portanto, o sucedido é conhecido como Gapja sahwa／"Purga dos Literatos do ano Gapja" (갑자사화; 甲子士禍).
Durante o seu reinado, além das purgas políticas, Yi Yung mostrava que era tirano: mandou encerrar a academia real Sungkyunkwan (성균관; 成均館) e o templo real Wongak-sa (원각사; 圓覺寺) e transformá-los em bordeis. Mandou demolir habitações e milhares de pessoas ficaram desalojadas para que conguisse montar campos de caça. Forçou centenas de mulheres a serem cortesãs e amantes "Kisaeng" (기생, 妓生) do rei. Quando os ministros de Samsa (삼사; 三司) manifestaram-se contra as suas ações, ele aboliu logo Samsa para silenciá-los. Mais ainda, ele ordenou que os seus ministros carregassem uma placa que dizia: "A boca é uma porta que leva ao desastre, a língua é uma espada que corta a cabeça. Um corpo estará em paz enquanto a sua boca estiver fechada e a sua língua estiver bem no fundo." (구시화지문 설시참신도 폐구심장설 안신처처뢰; 口是禍之門 舌是斬身刀 閉口深藏舌 安身處處牢). Também foi inventado novas formas de tortura para intimidar os seus súbditos. Houve alguém que criticasse o rei com palavras escritas em Hangul e o rei proibiu o uso de Hangul. Como resultado, o desenvolvimento da escrita Hangul ficou estagnado.
Em 1506, um grupo de oficiais e militares liderados por Park Won-jong (박원종, Hanja: 朴元宗), Seong Hui-an (성희안; Hanja: 成希顔) e Yu Sun-jeong (류순정／유순정, 柳順汀) promoveram um golpe de estado que mataram Yim Sahong e outro ministro Shin Su-geun (신수근; 愼守勤). Obrigaram Yi Yung abdicar do trono e aclamaram o seu meio-irmão e filho biológico da Rainha-viúva Jasun, Yi Yeok (이역; Hanja: 李懌) como novo rei, o Rei Jungjong (중종; 中宗). Este golpe era conhecido como "Golpe de Jungjong" (중종반정; 中宗反正). Yi Yung foi exilado em Ilha Ganghwa e faleceu dois meses depois, sem nenhum título póstumo. Portanto, Yi Yung apesar de ter reinado durante 12 anos, é reconhecido apenas "Príncipe Yeonsan" (연산군; 燕山君) nos livros de história.
Estes oficiais e militares que tinham apoiado a subida de Yi Yeok ao trono, gozaram muitos privilégios, semelhante a outros que apoiaram na ascensão do Rei Sejo, eram denominados Banjeong-gongsin/"os meritíssimos ministros e conselheiros do golpe" (반정공신; 反正功臣). Portanto integravam também na facção política Hungu e eram poderosos, gozavam de incentivos fiscais e enormes estipêndios e ocupavam os principais cargos na corte. A nova rainha e esposa de Jungjong, Rainha Dangyeong (단경왕후 신씨; 端敬王后 慎氏) era a filha do ministro Shin Su-geun, que tinha sido assassinado durante o golpe. Estes apoiantes receavam que a rainha os vingasse um dia, consequentemente, obrigaram o Rei expulsar a Rainha da corte sete dias depois da ascensão ao trono. A partir daí, esses ministros e conselheiros elitistas enviavam alguém das suas famílias para serem concubinas, contribuindo no futuro para os conflitos palacianos.
Em 1507, o Rei Jungjong escolheu uma das concubinas, a dama Yun, como nova Rainha, Rainha Janggyeong (장경왕후 윤씨, 章敬王后 尹氏), que pertencia ao mesmo clã prestigiado, Yun de Papyeong (파평 윤씨; 坡平尹氏), tal como outras rainhas: Rainha Jeonghui, Jasun e a deposta Rainha Yun. Em Junho de 1511, a Rainha Janggyeong deu à luz à uma filha, Princessa Hyohye (효혜공주; Hanja: 孝惠公主) e em 1515, ao único filho legítimo e príncipe herdeiro, Yi Ho (이호; 李峼). Contudo, a Rainha faleceu 6 dias depois devido às complicações pós-parto. Em Abril de 1517, o Rei Jungjong escolheu a nova rainha, a Rainha Munjeong (문정왕후 윤씨, Hanja: 文定王后 尹氏), que também pertence ao clã Yun.
O Rei Jungjong nunca foi poderoso e o seu poder de decisão foi sempre limitado por Hungu. Durante o seu reinado, houve tentativas para opôr o poder desse elite, nomeadamente voltar a receber Sarim no seu corte, pois esta facção consideravam Hungu como homens gananciosos, corruptos e indignos de respeito. Na altura, o líder da facção Sarim era Jo Gwangjo (조광조; hanja: 趙光祖), a quem lhe confiou a responsabilidade de conduzir as reformas. Porém, Jo Gwangjo tinha o caráter inflexível e os seus protestos frequentes irritavam o rei. Mesmo o programa de reforma era radical. Uma das medidas era exigir ao rei que revogasse o estatuto de privilégio de alguns dos Banjeong-gongsin, pois estes não contribuíram realmente para o golpe e em vez disso, obtiveram o seu estatuto através de subornos ou ligações familiares. Não obstante, este movimento irritou a facção Hungu e consequentemente, conspiravam contra Jo Gwangjo.
Para caluniar Jo Gwangjo, uma concubina, a consorte Hee (희빈홍씨; 熙嬪洪氏) que era filha do Senhor Namyang (남양부원군; 南陽府院君) Hong Gyeong-ju (홍경주; 洪景舟), um dos Hungu, escreveu a frase "Ju(走) cho (肖) se tornará o rei" (주초위왕, 走肖爲王), nas folhas das amoreiras do palácio com mel e deixaram-nas morder pelos bichos. Quando estes dois caracteres "ju"(走) e "cho"(肖) são unidos, é formado o caracter "Jo"(趙), que corresponde o sobrenome de Jo Gwangjo (趙光祖). Depois foram mostrar essas folhas ao rei e afirmaram que era um aviso que provinha do céu que Jo assumiria o trono depois de eliminar a facção Hungu. O Rei começou a desconfiar da lealdade de Jo Gwangjo. Em 1519, Jo Gwangjo e os seus apoiantes foram presos. Mais tarde, Jo Gwangjo foi obrigado cometer o suicídio e os Sarim foram expulsos do corte. Portanto, esta repressão política é conhecida como Kimyo Sahwa／"Purga dos Literatos do ano Kimyo" (기묘사화; 己卯士禍).
Em Março de 1527, cujo ano pertencia ao ano de porco no horóscopo chinês, o príncipe herdeiro Yi Ho completou 13 anos de idade, que também nascera no ano de porco. Neste dia do seu aniversário, foram encontrados ratos mortos, com as suas bocas e patas cortadas, queimados na brasa, semelhante a porquinhos e pendurados nas árvores do palácio. Na altura, afirmavam que era uma maldição ao príncipe herdeiro e achavam que os autores foram a concubina, a consorte Park (경빈박씨; 敬嬪朴氏) e o seu filho, Príncipe Bogseong (복성군; 福城君) Yi Mi (이미; 李嵋) devido à sua ambição de substituir o herdeiro pelo Príncipe Bogseong. Em Abril de 1527, os dois foram expulsos da corte e exilados a Sangju (상주; 尙州). Este acontecimento é conhecido como "o incidente de ratos queimados"/jagseojibyeon (작서지변; 灼鼠之變). Em Maio de 1533, foram encontradas no palácio placas de madeira com uma maldição escrita: "o príncipe herdeiro será esquartejado, o rei será enforcado e a rainha será decapitada" [이와 같이 세자(世子)의 몸을 능지(凌遲)할 것. 이와 같이 세자 부주(父主)의 몸을 교살(絞殺)할 것. 이와 같이 중궁(中宮)을 참(斬)할 것; 猶世子身，陵遲爲乎事，猶世子父主身乙，絞爲乎事，猶中宮身乙，斬爲乎事]. A consorte Park e o Príncipe Bogseong foram acusados mais uma vez e ordenados a cometerem o suicídio.
Em 1534, a Rainha Munjeong deu à luz ao Grão-Príncipe Gyeongwon (경원대군; 慶原大君) Yi Hwan (이환; 李峘). Portanto, quer Yi Ho, principe herdeiro e filho da falecida Rainha Janggyeong, quer Yi Hwan, filho da Rainha Munjeong, ambos são filhos directos e potenciais herdeiros do rei. A partir daí, a corte dividiu-se em duas facções: a facção de "Grande Yun"／Daeyunpa (대윤파; 大尹派) que apoiavam o príncipe herdeiro e liderado por Yun Im (윤임; 尹任), irmão da falecida rainha, e a facção de "Pequeno Yun"/Soyunpa(소윤파; 小尹派), liderado pelos irmãos da Rainha Munjeong, Yun Won-no (윤원로; 尹元老) e Yun Won-hyung (윤원형; 尹元衡), sem se esquecer que todos pertenciam ao clã Yun de Papyeong (파평 윤씨; 坡平尹氏).
Em 1544, Yi Ho subiu ao trono como décimo segundo Rei de Joseon, Rei Injong (인종; 仁宗), todavia reinou apenas 9 meses e faleceu sem deixar descendentes. Em 1545, o Grão-Príncipe Gyeongwon subiu ao trono como décimo Rei de Joseon, Rei Myeongjong (명종; 明宗), que na altura tinha 12 anos de idade. A sua subida levou duas consequências: a Rainha Munjeong tornou-se regente e com consequente, a facção de "Pequeno Yun" assumia o poder, sendo Yun Won-hyung como chefe do governo, enquanto Yun Im e os seus apoiantes foram acusados de traição e foram executados, ou seja, a facção de "Grande Yun" foi eliminado. O acontecimento é conhecido como Usla Sahwa／"Purga dos Literatos do ano Ulsa" (을사사화; 乙巳士禍).
A Rainha Munjeong foi regente durante 20 anos e a sua regência era caracterizada essencialmente por nepotismo e autoritarismo, pois além de permitir os seus familiares (como acima referido, o seu irmão Yun Won-hyung foi nomeado como chefe do governo) e simpatizantes desempenharem altos cargos, não tolerava críticas, sendo estes ficaram presos ou expulsos da corte, portanto desencadeava pequenos purgos. A rainha também foi grande promotora de Budismo que na altura não era bem recebido num estado neo-confucionista. Porém, o poder dos "Pequeno Yun" entrou em decadência quando a Rainha Munjeong faleceu no ano 1565 e Yun Won-hyung se suicidou no mesmo ano.

### As lutas entre as facções políticas
Em 1567, faleceu o Rei Myeongjong que reinara verdadeiramente durante 2 anos, após falecimento da Rainha Munjeong, sem deixar descendentes. O seu sobrinho e também neto do Rei Jungjong, Yi Yeon (이연; 李昖) tornou-se novo rei, Rei Seonjo (선조; 宣祖).
A facção Sarim tinha sido perseguida pela facção Hungu e tinha sido enfraquecida durante os reinados de Yeonsan, Jungjong e Myeongjong, mas durante o reinado de Seonjo, voltou a emergir. Porém, a sua emergência gerou novos conflitos internos dentro desta facção, devido à luta pelo poder. A divisão teve início no conflito pessoal entre Shim Ui-gyeom (심의겸; Hanja: 沈義謙) e Kim Hyo-won (김효원; Hanja: 金孝元) que posteriormente se alargou com a entrada de mais apoiantes para cada lado. Como Shim Ui-gyeom tinha a sua residência localizada na zona ocidental da capital, a facção liderada por Shim denominava-se Ocidental／Seo-in (서인, 西人) e essencialmente composta pela geração mais velha, enquanto Kim Hyo-won tinha a residência na zona oriental da capital, a facção liderada por Kim denominava-se Oriental／Dong-in (동인; 東人) e composta essencialmente pela geração mais jovem.
Como o conflito entre as duas facções intensificou-se de tal maneira que, houve indivíduos que serviram como mediadores e apaziguadores, dos quais No Su-sin (노수신; 盧守慎) e Yi I (이이; Hanja: 李珥). Após falecimento de Yi I, o conflito voltou a intensificar-se até quando a facção Oriental conseguiu com que o rei destituisse Shim Ui-gyeom de todos os cargos. Foi assim que a facção Oriental ficou numa posição política mais privilegiada e houve dissidentes da facção Ocidental começaram a mudar para a facção Oriental, dos quais Jeong Yeo-rip (정여립; 鄭汝立), que até chegou a criticar abertamente o seu antigo mestre Yi I e isso fez com que o seu nome ficou denegrido e malvisto pelo rei e pelos companheiros da facção de quem lhe chamavam "traidor". Posteriormente, Jeong demitiu-se e retirou-se para uma zona da Província Jeolla. Lá fundou uma sociedade miliciana denominado Daedong-gye (대동계; 大同契), onde todos podiam participar, sem evidenciar os seus classes sociais nem géneros, com o objectivo de promover encontros, estudos em conjunto e treino militar, que até em 1589 ajudou na defesa das invasões dos Wako. Em Outubro de 1589, o governador da Província Hwanghae e os prefeitos dos distritos Jaeryŏng (재령군; 載寧郡), Anak (안악군; 安岳郡) e Sinchŏn (신천군; 信川郡) incriminaram Jeong Yeo-rip que estava a conspirar contra o estado. Surpreendemente, Jeong Yeo-rip suicidou-se e isso levou com que a facção Ocidental alegar que Jeong tinha assumido o crime, motivo pelo qual tinha cometido o suicídio. Posteriormente o sobrinho de Jeong confessou (alegadamente) que houve ainda vários conspiradores. Milhares partidários da facção Oriental foram presos, executados ou exilados, cujo número de vítimas foi superior ao somatório dos números das vítimas das purgas anteriores. A purga é conhecida como "os aprisionamentos do ano Gichuk／Gichuk oksa (기축옥사; 己丑獄事) ou ainda a Rebelião de Jeong Yeo-rip.
Actualmente ainda existem discussões sobre se houve verdadeiramente uma conspiração e qual seria o objectivo da fundação desta sociedade miliciana.

### As invasões japonesas
As invasões japonesas a Joseon são conhecidas por vários nomes:
- A primeira invasão: na Coreia, é conhecida por Imjin waeran (임진왜란; 壬辰倭亂; lit. O distúrbio dos japoneses no ano Imjin), enquanto no Japão, Bunroku no Eki (文禄の役);
- A segunda invasão: na Coreia, é conhecida por Jeongyu jaeran (정유재란; 丁酉再亂; lit. O segundo distúrbio do ano Jeongyu), enquanto no Japão, Keichō no Eki (慶長の役);
- Na China, as duas invasões são conhecidas em conjunto por Rénchén Wèiguó Zhànzhēng (壬辰衛國戰爭; lit. Guerra para defesa da Nação no ano Renchen) ou Wànlì Cháoxiǎn Zhīyì (萬曆朝鮮之役; lit. Campanha de Wanli em Joseon).

#### Os antecedentes
No século XVI, o Xogum Toyotomi Hideyoshi, após unificar o Japão, mostrou a sua ambição de conquistar a China, na altura da Dinastia Ming e que tinha servir Joseon como um elemento intermédio na sua conquista.
Já em 1587, Hideyoshi tinha enviado várias mensagens ao Rei de Joseon, através de Daimio de Tsushima, das quais exigiam que Joseon, mediante do envio de uma delegação, declarasse vassalagem ao Japão e se juntasse na sua campanha contra a China, caso ao contrário seria invadido pelo Japão. A casa de Yoshitoshi, que na altura dominava a ilha de Tsushima e ao mesmo tempo era vassalo de Hideyoshi, tinha interesse em prevenir o conflito entre a Coreia e o Japão, pois gozava de privilégios comerciais especiais com a Coreia desde o reinado de Sejong. Portanto, Yoshitoshi tentou amenizar a mensagem ameaçadora e alegou ao Rei de Joseon que o Japão queria restabelecer as relações diplomáticas com Joseon que tinham sido destruídas devido ao problema de Wako. A corte coreana recebeu a delegação japonesa, mas arranjou desculpas para não reestabelecer relações diplomáticas nem enviar uma delegação ao Japão.
Sem ainda uma resposta concreta, em 1589, Hideyoshi voltou a pressionar Joseon e encarregou essa missão ao Sō Yoshitoshi. Em Agosto (calendário lunar coreano: Julho), a delegação de Sō Yoshitoshi reuniu com o Rei Seonjo. Porém, o rei exigiu, em primeiro lugar, a captura e entrega dos delitos coreanos que auxiliavam os Wakos e a devolução dos sequestrados coreanos. Assim, Sō Yoshitoshi foi satisfazer todas as exigências do rei. Por outro lado, para o rei seria sensato esclarecer a seguinte dúvida: trata-se de uma possível invasão ou de restabelecimento das relações diplomáticas apenas? Em 25 de Dezembro de 1589 (calendário lunar coreana: 18 de Novembro), o rei enviou uma embaixada ao Japão, sendo Hwang Yun-gil (황윤길; 黃允吉) como principal e Kim Seong-il (김성일; 金誠一) como adjunto. O objectivo era esclarecer qual seria a verdadeira intenção de Hideyoshi. Em Agosto de 1590 (calendário lunar coreano: Julho), a embaixada coreana chegou a Kyoto, contudo Hideyoshi encontrava-se ausente por estar a comandar as tropas na guerra de Odawara. Só apenas em 3 de Dezembro (calendário lunar coreano: 7 de Novembro) é que recebeu a embaixada. Durante a recepção, Hiyedoshi mostrou a sua ambição da conquita a China e solicitou uma passagem para a China. Em Fevereiro de 1591(calendário lunar coreano: Janeiro), a embaixada coreana regressou a Joseon.
Contudo, a corte coreana ainda estava a duvidar da verdadeira intenção do Japão, pois houve informações contraditórias: o embaixador principal Hwang Yun-gil reportou ao rei que Hiyedoshi certamente iria promover uma invasão e que o homem aparenta com perfil de "olhos que brilham, como um homem corajoso e sábio" (눈빛이 반짝반짝하여 담과 지략이 있는 사람인 듯하였습니다; 其目光爍爍，似是膽智人也), enquanto o embaixador-adjunto Kim Seong-il alega que os "seus olhos são como os de um rato, então não haveria necessidade de temê-los" (그의 눈은 쥐와 같으니 족히 두려워할 위인이 못됩니다; 其目如鼠，不足畏也) e que Hwang estava a criar temores sem justificação. Além disso, a corte coreana estava a duvidar se deveria reportar à corte imperial de Ming, pois receava que China suspeitasse que haveria uma conspiração entre o Japão e a Coreia.
Como aliado do Império Ming, a corte coreana decidiu de avisar à corte chinesa da potencial invasão, mas de uma forma súbtil para que não criasse suspeição. Por outro lado, Joseon preparou deficitariamente a sua defesa. Mesmo o próprio Império Ming subestimou a importância do aviso, apesar de outros avisos vindos dos seus estados vassalos, como do Reino de Ryukyu.
Já em 1591, sem obter ainda uma resposta concreta de Joseon, Hideyoshi ordenou os preparativos para a invasão.

#### A primeira invasão ou a GuerraImjin

A Guerra Imjin

Em Maio de 1592 (calendário lunar coreano: Abril), um exército com cerca de 150 000 a 200 000 homens, divididos em 9 batalhões, iniciou a invasão. No dia 22 (calendário lunar coreano: 12 de Abril), ocuparam a ilha Tsushima e no dia 24 (calendário lunar coreano: 14 de Abril) desembarcaram em Busan. O Rei Seonjo mandou logo organizar as resistências. Sin Rip (신립; 申砬), um general famoso por ter derrotado os jurchéns, comandou a cavalaria em Chungju (충주; 忠州) para enfrentar as tropas japonesas na Batalha de Tangeumdae (탄금대 전투; 彈琴臺戰鬪) no dia 7 de Junho (calendário lunar coreano: 28 de Abril), que acabou por ser derrotado e o general suicidou-se no rio. A notícia da derrota chegou a capital e o rei ficou apavorado. No dia 8 de Junho (calendário lunar coreano: 29 de Abril), escolheu apressadamente um dos filhos da concubina, o Príncipe Gwanghae (광해군; 光海君) Yi Hon (이혼; 李琿) como o seu herdeiro, sem cerimónias no meio da confusão. No dia 9 (calendário lunar coreano: 30 de Abril), o rei ordenou evacuação de Hanseong e junto com a corte fugiram para Pyonyang. Em 12 de Junho, (calendário lunar coreano: 2 de Maio), cerca de 20 dias após início de invasão, Hanseong foi capturado pelas tropas japonesas.
Apesar da rapidez da ocupação, houve várias resistências populares e milícias organizadas em várias províncias, liderados por Gwak Jae-woo (곽재우; 郭再祐), Jo Heon (조헌; 趙憲), Go Gyeong-myeong (고경명; 高敬命), Kim Cheon-il (김천일; 金千鎰), entre outros. Também surgiu uma milícia constituída pelos monges budistas liderado pelo monge Yeonggyu (영규; 靈圭), pelo que o estado conseguiu ganhar algum tempo para reorganizasse as forças militar.
Em 7 de Julho (calendário lunar coreano: 18 de Maio), as tropas japonesas conseguiram romper a linha de defesa coreana das margens do rio Imjin e capturaram a cidade Kaesong. A aproximação das tropas a Pyongyang gerou discussão na corte: por um lado, o Rei Seonjo queria atravessar o rio Amnok e fugir para a Península Liautum, referindo que "prefereria morrer na terra do Filho do Céu (refere-se ao Imperador de Ming) do que morrer nas mãos dos inimigos" (내가 천자(天子)의 나라에서 죽는 것은 괜찮지만 왜적의 손에 죽을 수는 없다; 予死於天子之國可也, 不可死於賊手). Por outro lado, o Príncipe Gwanghae e grande parte da corte opuseram a decisão do rei. Assim, a corte dividiu-se em duas, sendo o Príncipe nomeado como regente e ficaria a gerir o país com uma parte da corte, enquanto em 19 de Julho (calendário lunar coreano: 11 de Junho), o Rei Seonjo e a outra parte da corte partiram para Uiju (의주; 義州), uma cidade perto da fronteira da China.
Na altura, as oito províncias de Joseon foram invadidas pelas tropas japonesas e só restava a zona do norte da Província de Pyongan, que ainda sob controlo dos coreanos. Em Uiju, o rei enviou vários embaixadores e enviados ao Pequim de modo a solicitar reforço militar ao Imperador Wanli e a sua corte. Em 23 de Julho (calendário lunar coreano: 15 de Junho), Pyongyang caiu nas mãos dos japoneses. Em Agosto (calendário lunar coreano: Julho), as tropas japonesas alcançaram a Província Hamgyong. Os dois Príncipes Imhae (임해군; 臨海君) Yi Jin (이진; 李珒) e Sunhwa (순화군; 順和君) Yi Bo (이보; 李𤣰) que na altura estavam estavam a coordenar o recrutamento das tropas daquela zona, foram capturados.
Os japoneses atravessaram o rio Tumen e chegaram a zona de Manchúria. Em Setembro (calendário lunar coreano: Agosto), encontraram fortes resistências dos tribos de Jurchéns e foram obrigados a recuar para Joseon. De Outubro de 1592 a Fevereiro de 1593 (calendário lunar coreano: de Setembro de 1592 a Janeiro de 1593), as milícias coreanas da zona de Hamgyong lideradas por Jeong Mun-bu (정문부; 鄭文孚) venceram as tropas japonesas. A batalha é conhecida por "Vitória de Bukgwan" (북관대첩; 北關大捷).
Por outro lado, a corte imperial de Ming ainda estava a duvidar das invasões e do modo da derrota dos coreanos, com perda de quase todas as "oito províncias" (조선팔도; 朝鮮八道). Após várias investigações e depoimentos dos testemunhas, finalmente em Julho de 1592 (calendário lunar coreano: Junho), foi enviado um exército com cerca de 5000 homens a Joseon, com o objectivo de recuperar Pyongyang. A campanha foi um fracasso.

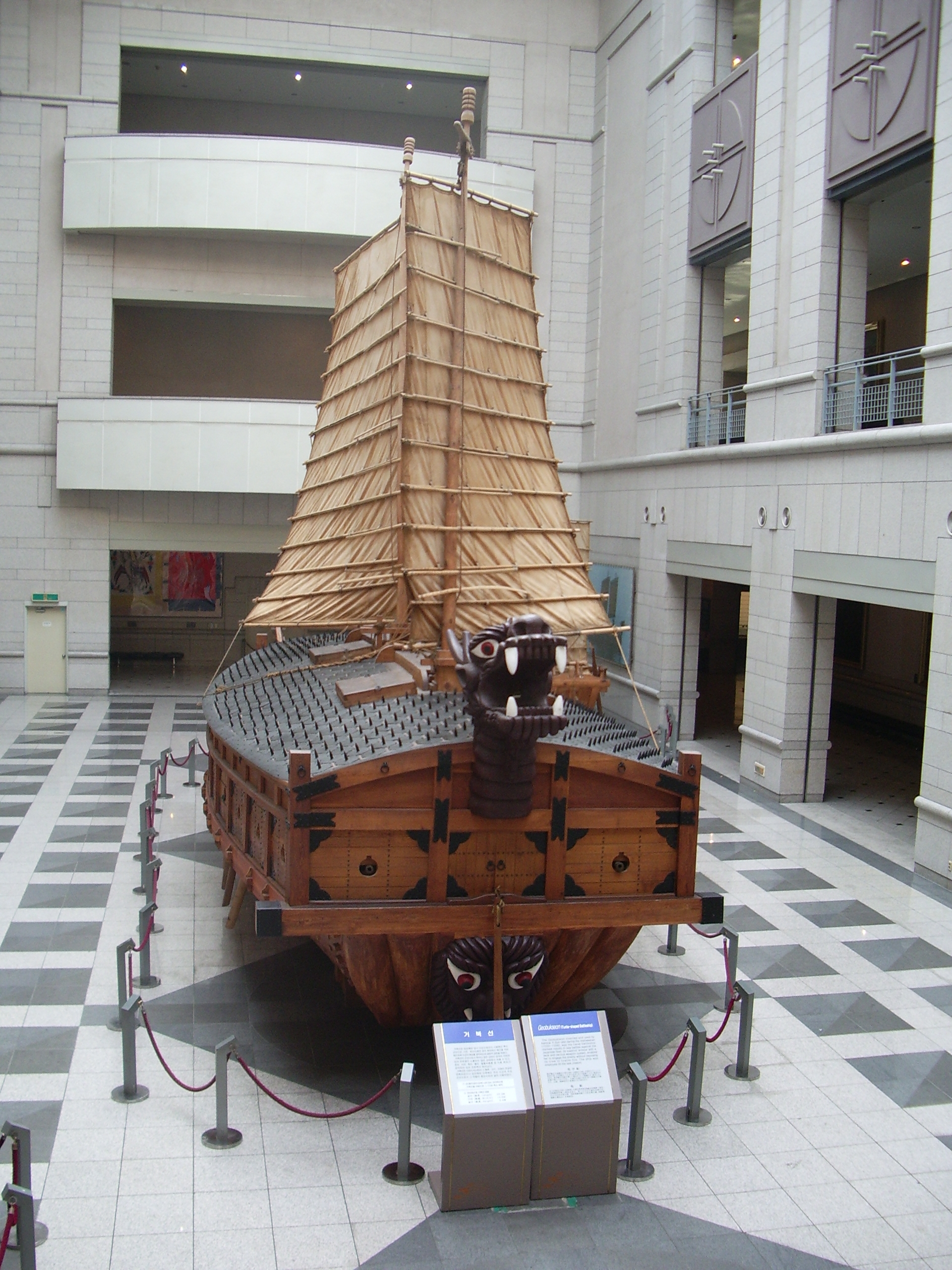
Replica de um navio-tartaruga

A partir daí, o Imperador e a sua corte reconheceram que tinha subestimado as forças invasoras japonesas. Em Janeiro de 1593 (calendário lunar coreano: Dezembro de 1592), o exército de Ming com cerca de 43 000 homens, comandado por Li Rusong (李如松) atravessou a fronteira e em Fevereiro de 1593 (calendário lunar coreano: Janeiro de 1593), recuperou Pyongyang, junto com o exército coreano. A contra-ofensa do exército sino-coreano foi obtendo vitórias sucessivas, com recuperação de Kaesong e as Províncias Hwanghae, Pyongan, Gyeonggi e Gangwon e marchou em direcção a Hanseong, porém foi derrotado na batalha de Byeokjegwan (벽제관 전투; 碧蹄館戰鬪). Em Março (calendário lunar coreano: Fevereiro), nos arredores da capital, as tropas japonesas com cerca de 30 000 homens foram derrotados na Batalha de Haengju (행주대첩; 幸州大捷) pelo exército coreano liderado por General Gwon Yul (권율; 權慄) com cerca de 2 800 homens. Em Abril (calendário lunar coreano: Março), o exército sino-coreano queimou as armazéns dos alimentos em Yongsan (용산; 龍山), obrigando os japoneses abandonassem Hanseong. Em Maio (calendário lunar coreano: Abril), o exército sino-coreano recuperou Hanseong.

As batalhas navais de Yi Sun-sin

Também no campo da batalha naval, em 1593, a armada liderada por Comandante Yi Sun-sin (이순신; 李舜臣) obteve várias vitórias nas guerras navais: em Junho  (calendário lunar coreano: Maio), nas Batalhas de Okpo (옥포 해전; 玉浦海戰) e de Sacheon (사천 해전; 泗川海戰), onde inaugurou os primeiros navios tartaruga; em Julho  (calendário lunar coreano: Junho), nas Batalhas de Dangpo (당포 해전; 唐浦海戰) de Danghangpo (당항포 해전; 唐項浦海戰) e de Yulpo (율포해전; 栗浦海戰); e em Agosto (calendário lunar coreano: Julho), na Batalha de Ilha Hansan (한산도 대첩; 閑山島大捷).

#### As negociações de paz
Hideyoshi apercebeu-se que as invasões decorreram longe do que esperava. Em Julho de 1593 (calendário lunar coreano: Junho de 1593), enviou uma delegação a Pequim para iniciar as negociações de paz. Nesta altura, as tropas japonesas estavam concentradas em Busan mas ainda controlavam 4 províncias coreanas do sul. O governo de Ming retirou a grande parte do seu exército, mas manteve ainda um batalhão cerca de 16 000 homens na península coreana. O Rei Seonjo manifestou o seu agradecimento à corte imperial, mas no seu interior estava insatisfeito por não ter envolvido Joseon nas negociações de paz.
As negociações demoraram cerca de 3 anos. Logo ao início das negociações, a China tomou uma atitude de "um Grande Império a negociar com um pequeno estado que tinha sido subjugado". Além disso, os embaixadores chineses transmitiram ao Imperador a ideia errada de que o regente japonês, Toyotomi Hideyoshi, estava preparado para se tornar o seu vassalo e aceitava a pagar o tributo. Sob tais condições, os chineses procuraram resolver a questão a seu favor.
Por outro lado, o Japão propôs à corte imperial sete termos da negociação, dos quais:
- A divisão da Coreia: estabeleceria na região norte um estado satélite chinês autogovernado, enquanto a região sul permaneceria sob domínio japonês;
- Uma princesa chinesa seria enviada ao Japão, para ser esposa do Imperador nipônico;
- Um príncipe coreano seria enviado ao Japão e servir como refém;
- A libertação e devolução dos dois Príncipes bem como outros cativeiros coreanos;
- A restauração das relações comerciais normais entre a China e o Japão.

Contudo, devido a erros na comunicação, os embaixadores de Hideyoshi entenderam que a China tinha aceitado os termos da negociação e assim foi transmitido ao Hideyoshi. Portanto, houve assim um belo "entedimento" de ambas as partes.
A corte imperial de Ming parecia satisfeita pela atitude de Hideyoshi e ofereceu-lhe vestes e coroa tradicional de um rei chinês, conferindo-lhe oficialmente o título de Rei do Japão.
Porém, como as negociações eram baseadas nas perspectivas diferentes entre os dois países, estava condenada ao insucesso. Houve relatos de que Hideyoshi usou as tais vestes e a coroa durante recepção da embaixada chinesa em Osaka, junto com os seus daimios. Durante a cerimónia, pediu a um dos seus assessores que lesse o documento vindo da China. Ao perceber que não mencionava nenhuma das cláusulas que havia proposto, ficou furioso, rasgou o documento, jogou tanto a coroa como os vestes ao chão e expulsou a embaixada imperial.

#### A segunda invasão ou a GuerraJeongyu
Seja como for, em 1 de Março de 1597 (calendário lunar coreano: 14 de Janeiro de 1597), foi retomada a guerra e desta vez, Hideyoshi enviou um exército com cerca de 140 000 homens. Por outro lado, na mesma altura, os Japoneses utilizaram uma estratégia que provocou uma dissensão: Yi Sun-sin foi preso por suspeita de traição.
O Rei Seonjo enviou mais uma vez embaixadores a Pequim para solicitar ajuda e o Imperador Wanli que já tomara conhecimento, enviou um exército com cerca de 75 000 homens.
Desde o começo, as tropas nipónicas obtiveram êxito: derrotaram as tropas sino-coreanas, quer nas batalhas de Namwon (남원 전; 南原戰鬪) e de Ulsan (울산성 전투; 蔚山城之戰), quer nas batalhas navais como a Batalha de Chilcheollyang (칠천량 해전; 漆川梁海戰). A armada coreana deixou de ter controlo sobre o mar. O Rei Seonjo foi obrigado a reconduzir Yi Sun-sin, em Setembro de 1597 (calendário lunar coreano: Agosto de 1597), ao cargo de comandante.
Em Outubro de 1597 (calendário lunar coreano: Setembro), deu-se a famosa Batalha naval de Myeongnyang (명량 해전; 鳴梁海戰) em que a armada coreana constítuida por 12 navios de guerra que sobrara da Batalha de Chilcheollyang, liderada por Yi Sun-sin, derrotou a armada japonesa constituída por cerca de 330 navios. Esta vitória impediu que a marinha japonesa entrasse no Mar Amarelo e reabastecesse o batalhão japonês que tentava avançar em direção a capital.
Em 18 de Setembro de 1598, Hideyoshi faleceu em Kyoto e as autoridades japonesas tentaram esconder a notícia para que não causasse impacto negativo na campanha e deram ordens para retirar súbtilmente o exército da península. Na altura, o exército japonês ainda derrotou o exército sino-coreano na Segunda Batalha de Sacheon (사천성 전투; 泗川城戰鬪). À medida que a notícia se começou a espalhar e tornou-se conhecida, o exército sino-coreano mudou a sua estratégia, optou por perseguir o exército em retiro, mas foi derrotado na Batalha de Suncheon (순천성전투; 順天城之戰) ou de Fortaleza Waegyo (왜교성 전투; 倭橋城戰鬪).
Em 16 de Dezembro de 1598 (calendário lunar coreano: 19 de novembro), deu-se a última batalha, a Batalha de Noryang (노량 해전; 露梁海戰). A armada japonesa com cerca de 500 navios cuja missão era ajudar na evacuação das tropas japonesas, foi atacada pela marinha coreana comandada por Yi Sun-sin, tendo cerca de metade da frota japonesa destruída ou capturada. Infelizmente, nesta batalha Yi foi atingido por um tiro de arcabuz. À beira da morte, no campo da batalha, Yi disse ao seu filho e ao seu sobrinho, que estavam com ele: "a guerra está ainda a decorrer. Vista a minha armadura e toque os tambores de guerra. Não espalhem a notícia do meu falecimento". Faleceu momentos depois. O seu sobrinho cumpriu o testamento, vestiu a armadura e continuou a tocar tambores de modo a incentivar o moral do exército.

### A golpe de estado deInjoe as invações de Jurchéns
O Rei Seonjo tinha vários filhos, contudo grande parte eram filhos das concubinas, dos quais:
- 1º Filho: Yi Jin (이진; 李珒), Príncipe Imhae (임해군; 臨海君), nascido em 1572, filho da consorte Gongbin (공빈 김씨; 恭嬪 金氏);
- 2º Filho: Yi Hon (이혼; 李琿), Príncipe Gwanghae (광해군; 光海君), nascido em 1575, filho da consorte Gongbin (공빈 김씨; 恭嬪 金氏);
- 5º Filho: Yi Bu (이부; 李琈), Príncipe Jeongwon (정원군; 定遠君), nascido em 1580, filho da consorte Inbin (인빈 김씨; 仁嬪 金氏);
- 6º Filho: Yi Bo (이보; 李𤣰), Príncipe Sunhwa (순화군; 順和君), nascido em 1580, filho da consorte Sunhbin (순빈 김씨; 順嬪 金氏).
- 10º Filho: Yi Che (이제; 李瑅), Príncipe Heung-an (흥안군; 興安君), nascido em 1598, filho da consorte Onbin (온빈 한씨; 溫嬪 韓氏)

Porém, a Rainha Inmok (인목왕후 김씨; 仁穆王后 金氏) também deu à luz ao filho directo e único: Yi Ui (이의; 李㼁), Grão-Príncipe Yeongchang (영창대군; 永昌大君), nascido em 1606.
Na altura, conforme a legislação e a tradição coreana, que era baseada de sistema patriarcal, apenas o filho primogénito e directo da rainha é que podia herdar o trono, enquanto filhos das concubinas não detinham esse direito. Caso não tiver filhos directos, é que escolheria o mais velho entre os filhos das concubinas.
Por outro lado, após a purga do ano Gichuk／Gichuk oksa (1589), a facção Oriental／Dong-in (동인; 東人) encontrava-se num dilema em termos da tomada de posição perante a facção Ocidental／Seo-in (서인, 西人). Já em 1591, havia discussão acerca da escolha do príncipe herdeiro. Na altura, o líder da facção Ocidental Jeong Cheol (정철, Hanja: 鄭澈) sugeria ao rei que escolhesse o Príncipe Gwanghae como o seu herdeiro. Contudo, o assunto enfureceu o rei e Jeong Cheol foi destituído de todos os cargos.
Perante a queda de Jeong Cheol, dentro da facção Oriental: uns defendiam que deveriam tomar uma posição mais dura contra a facção Ocidental, enquanto outros achavam que deveriam tomar uma posição mais consolidada e moderada. Portanto a facção Oriental／Dong-in ficou dividido em facção do Norte／Buk-in (북인; 北人), liderado por Yi San-hae (이산 해, 李山海), sendo a sua residência localizada no zona norte de Seul, e em facção do Sul／Nam-in (남인; 南人), liderado por Yu Seong-ryong (류성룡; 柳成龍), com a sua residência localizada no zona sul de Seul.
Em 1592, durante as invasões japonesas, tinha a necessidade de escolher o herdeiro e a discussão foi retomada. Tendo em conta do historial dos príncipes: os Príncipes Imhae, Jeongwon e Sunhwa tinham cometido crimes, especialmente o Príncipe Imhae o filho mais velho de todos, tinha cometido crimes de roubo, peculato e abuso de poder (임해군이 백성의 전답을 빼앗았다; 臨海君奪民田; 상의 장자 인 임해군 이진은 성질이 거칠고 게을러 학문을 힘쓰지 않고 종들이 제마음대로 하도록 놔두어 폐단을 더욱 심하게 일으켰다; 上長子臨海君珒荒怠不學，縱奴作弊尤甚), enquanto o Príncipe Gwanghae era inteligente e tinha um bom comportamento (그러나 광해군은 행동을 조심하고 학문을 부지런히 하여 중외 백성들의 마음이 복속하였으므로 상이 가려서 세웠다; 光海飭行服學，中外屬心，故上擇立之), levou com que o rei, em 8 de Junho (calendário lunar coreano: 29 de Abril) escolheu-o apressadamente como o seu herdeiro, sem cerimónias devido à guerra. Porém, em 17 de Junho (calendário lunar coreano: 8 de Maio) após fuga para Pyongyang, a nomeação é que foi anunciada. Quando as tropas japonesas começaram a aproximar-se de Pyongyang, o Rei Seonjo optou por fugir, enquanto o Príncipe Gwanghae optou por ficar e essa atitude ganhou muitos elogios dos militares e do povo. Contudo, a divisão da corte levou com que a relação entre o Rei e o Príncipe tornou-se frágil. Após guerra, essa discórdia crescia cada vez mais que chegou ao ponto que o rei recusava os cumprimentos do Príncipe.
No dia 5 de Agosto de 1600 (calendário lunar coreano: 27 de Junho), faleceu a esposa do rei, a Rainha Uiin (의인왕후 박씨; 懿仁王后 朴氏), sem deixar filhos directos. Dois anos depois, o rei escolheu uma nova rainha, a Rainha Inmok. Em 1606, deu à luz ao filho directo e único, Yi Ui (이의; 李㼁), Grão-Príncipe Yeongchang (영창대군; 永昌大君).  O Príncipe Gwanghae sentia-se cada vez mais inseguro, pois além de ser filho de uma concubina, isto é, supostamente não podia herdar o trono segundo a legislação de sistema patriarcal, nem obtivera o reconhecimento do Império Ming como príncipe herdeiro desde a sua nomeação e actualmente surgiu ainda um descendente directo do rei.
Neste momento, a facção Norte dividiu-se em duas facçõe: os que apoiavam no Príncipe Gwanghae, denominavam-se Grande facção do Norte／Dae-buk (대북; 大北) e os que apoiavam no Grão-Príncipe Yeongchang, denominavam-se Pequena facção do Norte／So-buk (소북; 小北), liderado por Ryu Yeong-gyeong (류영경; 柳永慶).
Em 1607, o rei estava muito doente e emitiu o decreto para que o Príncipe Gwanghae assumisse o trono. Contudo, Ryu Yeong-gyeong e os seus apoiantes esconderam-no. Os apoiantes do Príncipe Gwanghae denunciaram ao rei e surpreendemente foram todos destituídos dos cargos e foram exilados.
Finalmente em 1608, o Rei Seonjo faleceu e o Príncipe Gwanghae tornou-se décimo quinto Rei de Joseon. Mal assumiu o trono, o rei mandou logo executar Ryu Yeong-gyeong e os seus apoiantes.
Todavia, desde a sua nomeação como príncipe herdeiro até a sua subida ao trono e sendo vassalo do Império Ming, a corte de Ming recusou pelo menos cinco vezes o seu reconhecimento, num espaço de 14 anos. Neste ano, a corte de Ming recusou mais uma vez de reconhecê-lo como rei. Na mesma altura, tinha acontecido algo semelhante no Império Ming: o Imperador Wanli queria escolher o seu terceiro filho como príncipe herdeiro, contudo a corte opôs, por não ser o filho primogénito ou mais velho de todos. Portanto, nos olhos dos membros da corte de Ming, Joseon não poderia fazer parte da excepção. Para contornar a situação, o embaixador de Joseon alegou que o Príncipe Imhae estava doente e que tinha desistido do trono. Com consequente, a corte imperial enviou uma delegação a Joseon para confirmar da sua veracidade. A corte de Joseon subornou a delegação e conseguiu, em 1609, com que a corte imperial reconhecesse o título de rei.
Em 1609, o rei mandou prender o seu meio-irmão, o Príncipe Imhae, acusando-lhe de traição. Posteriormente, foi exilado e assassinado no local do exílio, provavelmente por ordem do rei.
Em Março de 1613 (calendário lunar coreano: Abril de 1613), houve um crime de roubo a um comerciante que abalou a corte: 7 filhos das concubinas dos altos funcionários da facção ocidental foram acusados de serem autores do crime. A razão do acto deve-se ao facto da "lei da restrição do desempenho de cargos oficiais pelos descendentes das concubinas - Seoeolgeumgobeop (서얼금고법; 庶孽禁錮法)", que tinha sido promulgada no reinado de Taejong. Portanto, eles sentiam-se desapontados e revoltados com a sociedade, levando-lhes a cometer o crime. Um dos ministros e partidário da facção do Norte, Lee Yi-cheom (이이첨; 李爾瞻) instigou um deles para alegar que tinha sido o pai da Rainha-viúva Inmok e avô do Grão-Príncipe Yeongchang, Kim Je-nam (김제남; 金悌男) que lhes tinha provocado para roubar e o dinheiro obtido serviria como capital para apoiar na conspiração contra o actual rei. Sem dúvida, o rei aproveitou da falsa denúncia, mandou executar Kim Je-nam, exilar o seu meio-irmão Grão-Príncipe Yeongchang e posteriormente, em 1617, decretou prisão domiciliária a Rainha-viúva Inmok. Em 1614, mandou assassinar o seu meio-irmão, que na altura tinha 8 anos. A purga é conhecida como "os aprisionamentos da ano Gyechuk" (계축옥사; 癸丑獄事) ou "os aprisionamentos dos sete filhos ilegítimos" (칠서지옥; 七庶之獄), portanto conseguiu suprimir a Pequena facção do Norte.
Em 1616, o líder manchu Nurhachi, após unificar os tribos da Manchúria em mais de três décadas de campanhas, foi proclamado Khan pelos Mongóis e Jurchens e fundou o Reino de Grande Jin (大金) na actual Manchúria [para diferenciar do reino da antiguidade homônimo, foi denominado nos livros de história Jin Posterior (後金)]. Em Maio de 1618, as tropas de Nurhachi atacaram várias cidades, principalmente Fushun e Qinghe (actual cidade Pen-hsi) e saquearam-nas. A notícia chocou a corte imperial. No verão de 1618, a corte coreana recebeu vários pedidos de reforço militar, vindos dos comandantes do exército da defesa na Península Liautum. A corte coreana apoiavam na opção de enviar o exército para reforço enquanto o rei não concordava.
Baseando na experiência adquirida nas invasões japonesas e nas informações sobre o exército de Ming, o rei previa que o exército de Ming iria sofrer derrota nas mãos de Nurhachi, além disso, o rei tinha rancor devido à história das recusas do seu reconhecimento, mais ainda, após invasões japonesas, o país estava concentrado as suas forças na reconstrução, portanto não tinha mais recursos para campanhas militares, portanto não estava inclinado em reforçar militarmente o Império Ming. Além disso, o rei tinha optado uma política mais neutra: por um lado, em 1609, Joseon reestabeleu as relações com o Japão, através do Tratado do ano Giyu (기유약조;己酉約條), que tinha sido cortadas devido às invasões de Hideyoshi, por outro lado, não queria se envolver nas guerras contra o país vizinho recém instalado, enquanto a corte coreana insistia que Joseon, sendo o vassalo do Império Ming, devia-se ajudar o seu suserano. Mais ainda, Joseon estava a dever favores ao Império Ming devido às invasões japonesas. Mais ainda, quer os japoneses quer os Jurchens eram considerados povos bárbaros em Joseon, portanto como podia o rei se atrever em estabalecer ligações com povos bárbaros.
No entanto, veio um delegado imperial que lhes entregou o édito do Imperador, só a partir daí o rei ordenou o exército coreano partir para Império Ming. Na primavera de 1619, o exército coreano de 13 000 homens, comandado por Gang Hong-rip (강홍립; 姜弘立), atravessaram o rio Amnok e alcançaram a Península Liautum para se juntar ao exército de Ming. Contudo, o exército sino-coreano foi derrotado na Batalha de Sarhu (사르후 전투; 薩爾滸之戰), Gang Hong-rip e cerca de 3000 soldados coreanos capitularam-se, sendo Gang Hong-rip ficou cativeiro em Jin por mais tempo.
Após a derrota em Sarhū, a corte de Ming tomou uma atitude em relação a Joseon: por um lado, exaltava o sacrifício de Joseon, oferecendo pratas e prendas valiosas, por outro lado, exigiu mais reforços militares ao Joseon. No início, o rei arranjava sempre desculpas para não aderir às campanhas de Ming e posteriormente chegou a impedir a delegação imperial entrasse na capital. Joseon era um estado confucionista, na qual preconizava lealdade e fidelidade. Existe uma descrição nas Crónicas de Dinastia Joseon de um diálogo na corte que reflete quão profunda a relação sino-coreana: "Há muito tempo que a China considera a nossa nação como o seu membro da corte. Quer grandes desastres, quer pequenos sinistros, eles sempre nos apoiam e nos suportam. Apesar da nossa relação, de facto, ser senhor e vassalo, mas é mais do que isso, é como pai e filho" (예전부터 중국 조정에서는 우리 나라를 내복 처럼 여겨 크고 작은 근심거리가 생길 때마다 보살펴주지 않은 일이 없었으니, 의리상으로는 군신이지만 정리로 보면 부자와 다름이 없습니다; 而自前中朝，視我國，如內服，大小禍患，無不相恤，義雖君臣，情猶父子). Assim, nos olhos da corte coreana, os actos do rei eram considerados como desobediência declarada ao Imperador e de certa forma, uma traição. Daí, os ministros e conselheiros, sem distinção de facções entre eles, unidos para criticar o rei.
Em 1621, as tropas de Jin ocuparam a Penísula Liautum, separando geograficamente a conexão com Império Ming. A partir daí, Nurhachi exigiu que Joseon desistisse da política de neutralidade e juntasse a eles para invadir o Império Ming.
Em 1623, os membros da facção Ocidental conduziram um golpe de estado que depôs o rei, libertaram a Rainha-viúva Inmok que na altura estava na prisão domiciliária e aclamaram novo Rei de Joseon o seu sobrinho e filho do seu meio-irmão Príncipe Jeongwon, o Príncipe Neungyang (능양군; 綾陽君), conhecido como Rei Injo (인조; 仁祖), portanto o golpe de estado é conhecido como Injo Banjeong／"a Restauração de Injo" (인조반정; 仁祖反正). Todavia, existe controvérsia com o nome, pois o sucedido não se trata de uma "restauração" mas sim de um golpe de estado e sem nenhuma legitimidade.
O rei deposto foi acusado de vários crimes: de imoralidade, de prender ilegalmente a Rainha-viúva, de fratricídio (도리를 어기고 대비를 유폐하며 형을 시해하고 아우를 죽이며; 反道背德, 幽閉大妃, 弑兄殺弟), do esquecimento do seu dever de servir ao Magno (China), ao contrário dos seus antepassados e do esquecimento da benevolência do Império Celeste (전의 임금이 조종의 대국을 섬기던 정성을 잊고 천조의 재조(再造)의 은혜를 저버렸소; 舊主忘祖宗事大之誠, 負天朝再造之恩). A Rainha-viúva Inmok odiava extremamente o rei deposto de tal maneira que solicitou a pena de morte, devido aos antecedentes de execução do seu pai, do assassinato do seu filho e de ter lhe feita prisioneira durante vários anos. Contudo, o Rei Injo e a corte rejeitaram a solicitação e optaram por exilar o rei deposto na Ilha Ganghwa. Posteriormente, em 1641, o rei deposto faleceu, sem nenhum título póstumo. É apenas reconhecido nos livros de história como Príncipe Gwanghae.
Após restauração de Injo, a facção Ocidental tomou o poder e começou eliminar os membros da facção do Norte dos altos postos do estado. No entanto. em 1624, houve um golpe de estado fracassado com intenção de instalar o 10º filho do Rei Seonjo e tio do Rei Injo, Príncipe Heung-an no trono, liderado por Yi Gwal (이괄; 李适), motivado pela desigualdade da recompensa e da rejeição da própria facção Ocidental. O golpe acabou com a morte de Yi Gwal durante o golpe, a execução do Príncipe Heung-an e a fuga de alguns dos conspiradores para Jurchens. Devido a este golpe, grande parte das forças armadas ficaram concentradas na capital, levando com que a defesa da fronteira setentrional ficasse enfraquecida. Por outro lado, o Rei Injo tomou uma política muito mais pró-Ming e anti-Jurchens, junto da facção Ocidental, ao contrário da política neutra do reinado de Gwanghae, bem como cedêcia da região Tieshan (actualmente Cholsan de Coreia do Norte) ao General de Ming, Mao Wenlong, para servir como base militar contra os Jurchens.

#### A primeira invasão dos Jurchens

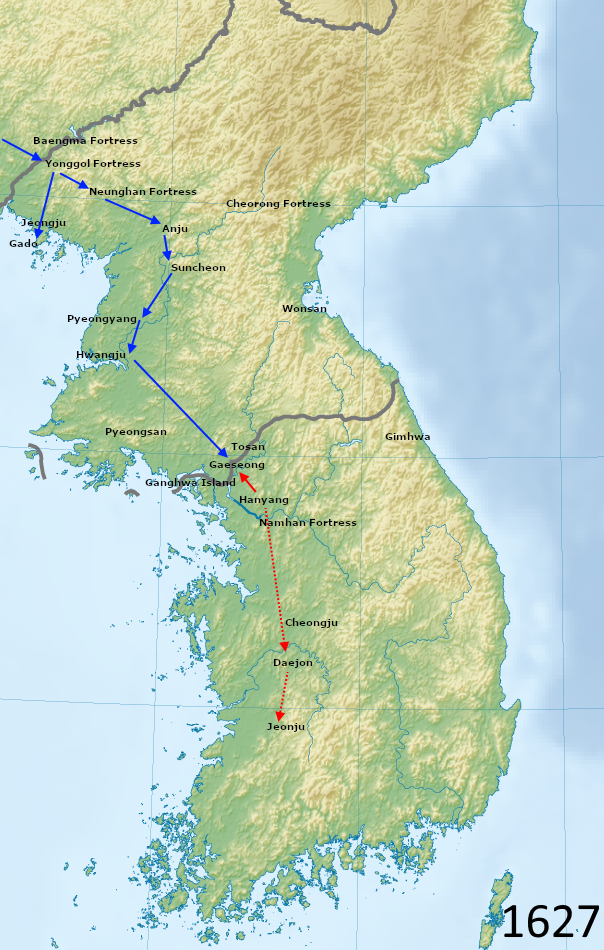
A primeira invasão

Em Janeiro de 1627, Huang-Taiji, filho de Nurhachi e novo soberano de Jin, enviou um exército com cerca de 30 000 homens para invadir Joseon, comandado por Príncipe Amin, tendo Gang Hong-rip (o general que tinha sido cativeiro em Jin durante a Batalha de Sarhu) e outros traidores coreanos como guias. A razão da traição de Gang Hong-rip tinha a ver com a recepção da informação falsa, através dos conspiradores fugitivos, de que a sua família tinha sido executada pelo governo de Joseon durante o golpe de estado de Injo.
O exército de Jin derrotou o exército de Mao Wenlong em Tieshan e obrigou-lhes fugir para ilha Pi (피도; 皮島), actual ilha Ka. Cercaram Uiju (의주; 義州) no dia 14 e rapidamente romperam as defesas de Joseon, capturando vários locais importantes. No dia 21, o exército de Jin capturam Neunghansanseong／as fortalezas de montanha Neunghan (능한산성; 凌漢山城), no dia 24 capturaram Pyongyang e no dia 25, Anju (안주; 安州). O rei Injo e a corte fugiram para ilha Ganghwa, enquanto o Príncipe herdeiro Sohyeon (소현세자, 昭顯世子) fugiu para Jeonju.
Por outro lado, Huang-Taiji receava que o exército de Ming e os tribos mongóis iriam atacar a capital, portanto deu ordem ao exército permanecer em Pyongsan (평산; 平山) e enviou uma delegação para negociações de paz com Joseon. Após cerca de um mês de negociações, em 28 de Fevereiro, alcançaram o acordo com os principais termos:
- Joseon abandona o uso do nome da era de Ming: Tianqi (天啓);
- O irmão do rei, o Príncipe Wonchang (원창군; 原昌君) Yi Gak (이구; 李玖), serve como refém em Jin;
- A relação entre Jin e Joseon será como irmãos, sendo Jin o "irmão velho" e Joseon o "irmão novo";
- Jin e Joseon não invadirão os territórios de um e do outro.

É preciso de esclarecer dois pontos: na altura, o Império Ming usava o nome da era ou do reindado que também era o nome escolhido pelo Imperador (e.g. 2º ano de Tianqi equivalia ano 1622 do calendário gregoriano). Por norma, os estados vassalos seguiam as regras do MIng, usavam o mesmo nome da era/reinado nos seus documentos, inclusivé Joseon. Portanto, o abadono do seu uso significava o abadono do suserano. Mais ainda, o Príncipe Wonchang era descendente de um dos filhos do Rei Seongjong, portanto tratava-se apenas de um familiar afastado de Injo, porém o rei alegou que era o seu irmão.
Enquanto as negociações decorriam, Pyongyang foi saqueado pelos Jurchens antes de Amin receber as ordens de Huang-Taiji para assinar o acordo de paz. Contudo, o exército de Jin não se retirou completamente do território coreano, sendo permanecia em Uiju. Só em Setembro após acrescentar termos adicionais ao acordo, incluindo o estabelecimento de relações comérciais bilateralmente e o pagamento de tributo pelo Joseon enquanto Jin tinha que libertar o Príncipe Wonchang e capturados coreanos. Então, o exército de Jin retirou-se para Mukden. Esta invasão é conhecido como Jeongmyo-Horan／os distúrbios dos bárbaros no ano Jeongmyo (정묘호란; 丁卯胡亂).

#### A segunda invasão de Jurchens
Após invasões, o Rei Injo e a corte dominado pela facção Ocidental manteve a política pró-Ming, assim, por um lado, enviaram uma carta ao Império Ming para explicar do sucedido, alegando que tinha sido obrigado de estabalecer relações com Jin, por outro lado, o Rei alegou ao Jin que não teria condições para abrir o mercado comercial devido à guerra, nem pagar o tributo na sua totalidade, apenas conseguia 1/10 do valor anual estipulado.

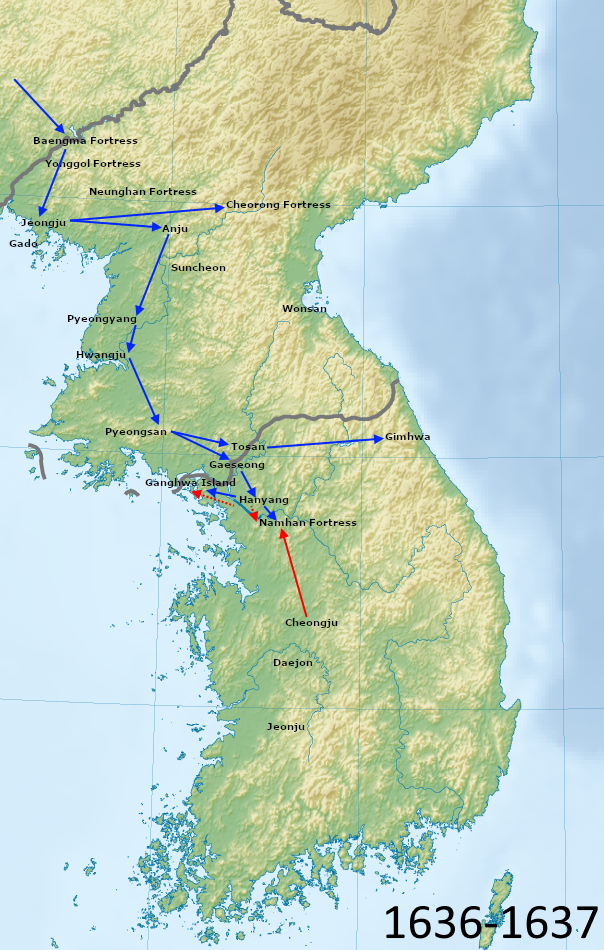
A segunda invasão

Em 1636, Huang-Taiji foi aclamado Imperador e alterou o nome da nação de "Grande Jin" (大金) para "Grande Qing" (大清). O novo Imperador exigiu alteração do status da relação com Josoen que em vez de "irmãos", ficará relação suserano e vassalo. O rei e a corte achavam que era inaceitável reconhecer o monarca de um povo bárbaro como Imperador e suserano. Portanto, o Rei mandou prender o embaixador de Qing e declarou a invalidade do acordo previamente estabelecido em 1627. Mais ainda, durante a cerimónia de coroação de Imperador, os embaixadores de Joseon recusaram de prestar ritos de vassalagem.
Em 9 de Dezembro de 1636, Huang-Taiji comandou um exército com cerca de 120 000 de homens para invadir Joseon. O exército praticamente seguiu a mesma rota da primeira invasão, capturaram Kaeseong em 19 de Janeiro de 1637 e conseguiram atravessar o rio Imjin que na altura as suas águas estavam congeladas. O rei mau recebeu a notícia, enviou logo a família real para ilha Ganghwa e ele fugiu com a corte para Namhansanseong／Fortaleza da Montanha Han do Sul (남한산성; 南漢山城) que fica cerca de 25 Km do sudeste de Hanseong.
As tropas de Qing cercaram a Fortaleza e cortaram a linha de abstecimento. Na altura do inverno, com frio e neve, os mantimentos chegavam apenas para sustentar as tropas de defesa de cerca de 13 000 homens por cerca de 50 dias.
O Rei Injo tentou envia um delegado ao Império Ming para solicitar reforço militar, contudo a tentativa falhou. O exército de Qing, além de cercar a fortaleza, ainda enviou um batalhão para ocupar a ilha Ganghwa e capturou a rainha e a família real. Com a chegada da notícia e as péssimas condições que viviam naquele momento, o moral do exército ficou muito prejudicado.

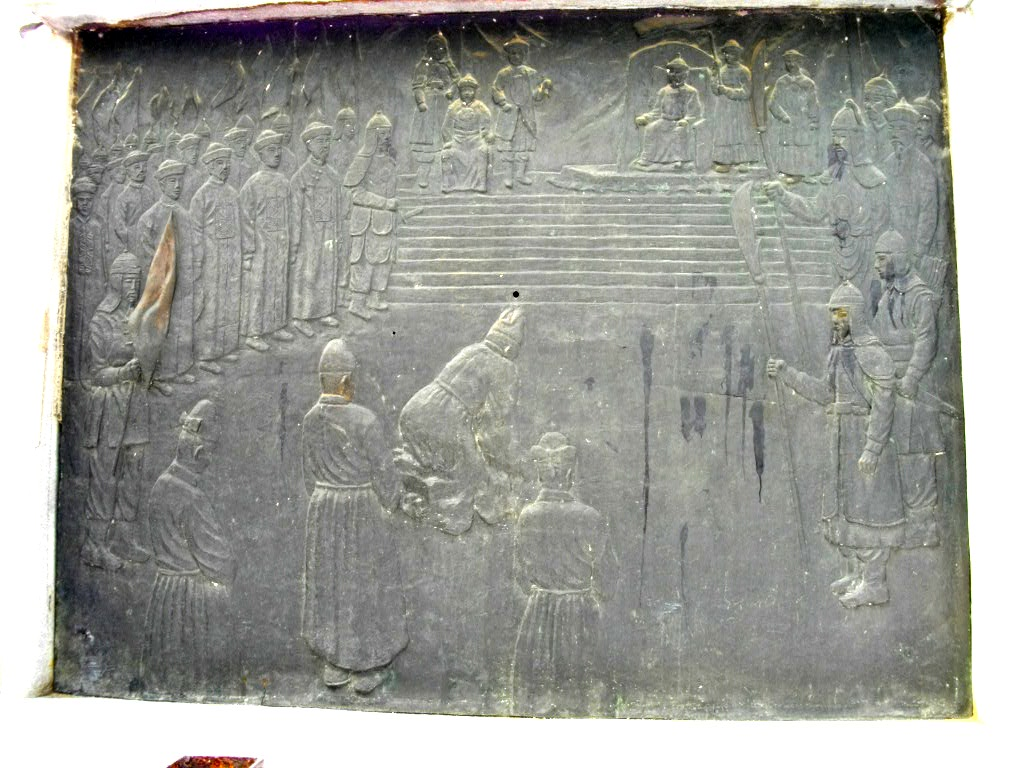
O Rei Injo ajoelhar-se diante do Imperador Huang-Taiji

Após muita discussão na corte, entre prós e contras, finalmente no dia 30 de janeiro, o rei, o príncipe herdeiro e os membros da corte abriram o portão da fortaleza e renderam-se. O rei dirigiu-se a Samjeondo (삼전도; 三田渡), escoltado pelos soldados de Qing, para se encontrar com o Imperador Huang-Taiji. Lá o rei prestou os ritos de vassalagem ao Imperador, símbolo de obediência bem como concordou com os seguintes termos de paz:
- Abadono das relações com Império Ming;
- Joseon será o vassalo de Qing;
- O Príncipe herdeiro Sohyeon (소현세자, 昭顯世子) Yi Wang (이왕; 李𪶁) e o Grão-Príncipe Bongrim (봉림대군; 鳳林大君) Yi Ho (이호; 李淏), servirão como reféns;
- Pagamento de tributo, incluindo ouro, prata, marfins, especiarias, seda e panos;
- Na guerra contra o Império Ming, quando Qing invadir a ilha Pi (피도; 皮島), Joseon deve reforçar militarmente com 50 navios de guerra;
- Proibição de construção de fortalezas e demais fortificações.Monumento de Samjeondo

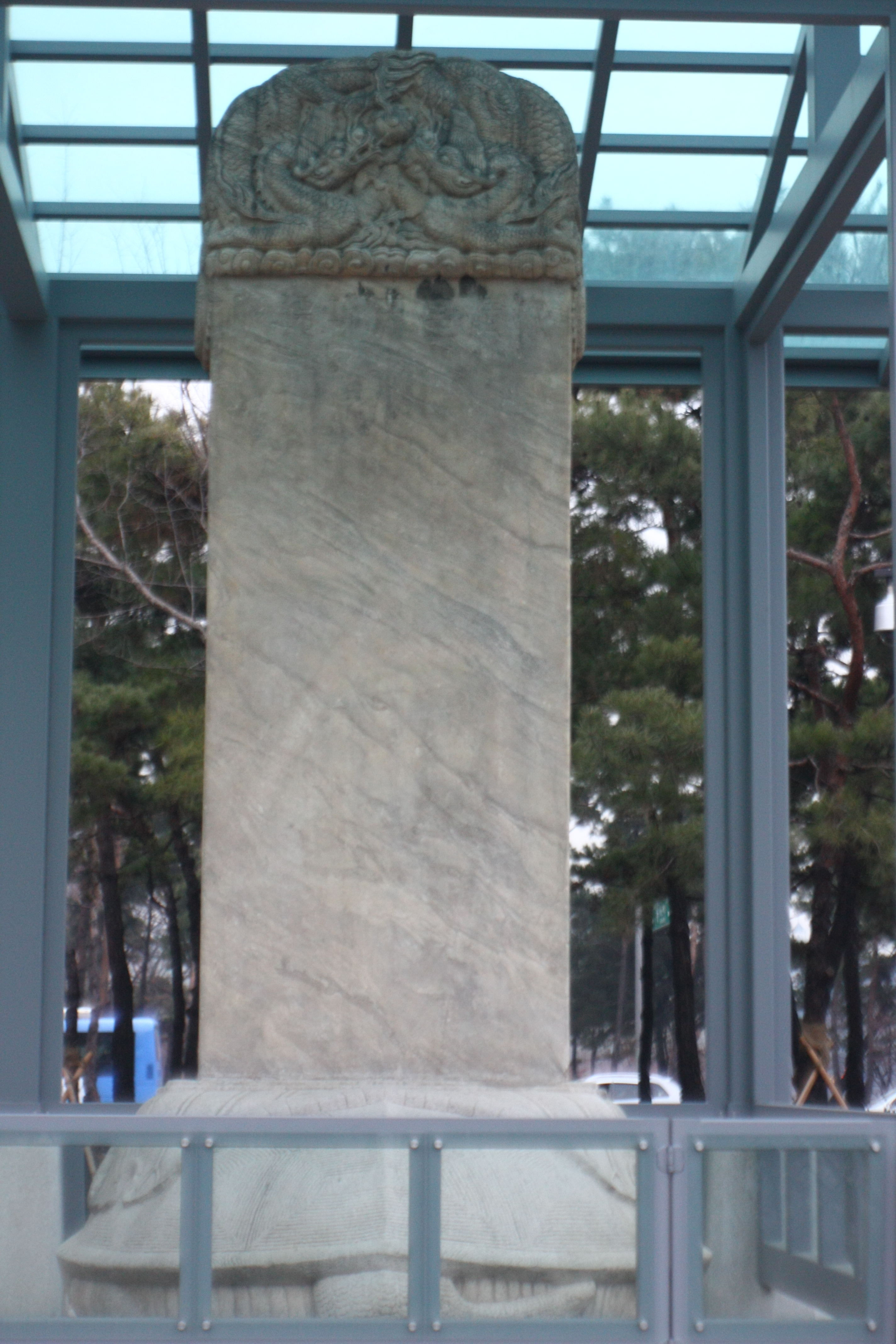
Monumento de Samjeondo

A guerra é conhecida como Byeongja horan／os distúrbios dos bárbaros no ano Byeongja (병자호란; 丙子胡亂) e a capitulação do rei é conhecida como Jeongchuk haseong／a capitulação do ano Jeongchuk (정축하성; 丁丑下城) ou Samjeondo ui Gul-yok／a humilhação de Samjeondo (삼전도의 굴욕; 三田渡의屈辱).
Nota-se que Huang-Taiji jamais acretidava nas promessas de Joseon, portanto exigiu mesmo Joseon juntasse a eles para invadir o Império Ming e exigiu o príncipe herdeiro servisse de refém, em vez de um "irmão do rei", como tinha exigido no primeiro acordo. Evidencia-se também uma interferência clara nos assuntos internos de Joseon. Além disso, Joseon ainda tinha que instalar uma lápide em Samjeondo, conhecido como Daecheong Hwangje Gongdeok Bi (대청황제공덕비; 大淸皇帝功德碑) ou Monumento de Samjeondo (삼전도비; Hanja: 三田渡碑), em 1639, que glorifica os méritos e virtudes do Imperador.

### Os Séculos XVII e XVIII em Joseon
Em 1644, o exército de Qing atravessou a Grande Muralha da China depois do general de fronteira Wu Sangui (1612-1678) abriu as portas da passagem de Shanhai. Em Outubro, o filho de Huang-Taiji, o Imperador Shunzhi foi aclamado Imperador de toda a China aos 6 anos, em Pequim. Os remanescentes do Império Ming permaneceram após 1644 e a sua área de influência concentrava-se sobretudo no sul da China, conhecido como Dinastia Ming do Sul. No entanto, houve vários pretendentes de trono e as suas forças estavam divididas.
Após entrada do exército de Qing no território chinês, o Príncipe Herdeiro Sohyeon permaneceu 70 dias em Pequim. Lá conheceu os missionários jesuítas, como o alemão Johann Adam Schall von Bell e através dele, o Príncipe teve contacto com o Catolicismo e a cultura ocidental. Além disso, o sacerdote jesuíta ofereceu-lhe livros sobre os conhecimentos científicos europeus e objectos religiosos.
Em 1 de Janeiro de 1645 (calendário lunar coreano: 4 de Dezembro de 1644), o Príncipe-Regente de Qing e irmão de Huang-Taiji, Dorgon ordenou a libertação do príncipe herdeiro Sohyeon e do Grão-Príncipe Bongrim, sendo o lugar de refém substituído pelo Grão-Príncipe Inpyeong (인평대군; 麟坪大君) Yi Yo (이요; 李㴭), o 3º filho do Rei Injo. Em 15 de Março (calendário lunar coreano: 18 de Fevereiro), o príncipe herdeiro chegou a Hanseong. Após o seu regresso, o rei e a corte estavam descontentes com o príncipe herdeiro pelas suas ideias de modernizar Joseon através da introdução do catolicismo e dos conhecimentos ocidentais, além de ter mostrado atitudes pró-Qing.
Em 21 de Maio (calendário lunar coreano: 26 de Abril), o príncipe Sohyeon morreu subitamente: foi encontrado morto na sala onde o rei estava, com manchas pretas dispersas pelo corpo e vários pontos de hemorragia. No entanto, o rei não autorizou a investigação da causa da morte e ordenou logo a simplificação das cerimónias fúnebres e o enterro imediato.

#### O Reinado de Hyojong
Em 17 de Junho de 1649, o Rei Injo faleceu e o Grão-Príncipe Bongrim sucedeu o trono e tornou-se décimo sétimo Rei de Joseon: o Rei Hyojong (효종; 孝宗). Talvez fosse a vida de refém que o tinha motivado o ódio a Qing, o Rei Hyojong efectuou logo reformas na área militar, com aumento de efectivos do exército, construção de fortificações e desenvolvimento de armas de fogo, e na área financeira, implementado principalmente Daedongbeop (대동법; 大同法), uma legislação que permita cobrar aos agricultores o imposto sob forma de arroz e cobrar sobretaxa aos proprietários dos terrenos. Essas reformas visam em preparar e promover campanhas militares para conquistar a Manchúria, de modo a limpar a vergonha passada e porventura, restaurar o Império Ming.
Já no reinado do Rei Injo, o rei estava optimista de que as forças anti-Qing dispersas possam coligar-se, nomeadamente a força de Coxinga aliar-se ao Japão. Em 1646, enviou uma delegação a Japão para tentar coordenar e convergir as forças para atacarem em conjunto o Império Qing. Chegou até propôr que facilitava a passagem do exército japonês em Joseon (조선에 길을 빌어 구원병을 보내는 것이 적당하다; 假道朝鮮，出送援兵). Porém, a corte japonesa estava duvidar da proposta.
Em 1650, o Rei Hyojong enviou uma carta à corte de Qing, alegando que tinha necessidade de aumentar o tamanho das forças armadas e contruir mais fortificações devido às potenciais ameaças do Japão. A corte de Qing ficou alertada e estava a duvidar da verdadeira intenção de Joseon, pois receava que houvesse uma aliança estabelecida entre Dinastia Ming do Sul, Japão e Joseon contra eles. Assim, enviou uma delegação para averiguar secretamente a veracidade da razão do pedido. O resultado foi que afinal Joseon tinha uma boa relação com Japão e o Imperador, que se sentia enganado, enviou uma delegação a Joseon para repreender o acto do rei e ordenou que destituísse os cargos dos ministros envolvidos.
Em 1651, foi descoberto que uma concubina do falecido Rei Injo, a Consorte Jo (귀인 조씨; 貴人 趙氏) estava envolvida numa conspiração com o ministro Kim Ja-jeom (김자점; 金自點) com o objectivo de depôr o actual rei e instalar no trono o seu filho Principe Sungseon (숭선군; 崇善君). Com consequente, a Consorte Jo, Kim Ja-jeom e os envolvidos foram exilados e obrigados a cometer suicídio através da ingestão do veneno.
Já na década dos 40 do século XVII, a expansão da Rússia trouxe ameaças à zona de Amur. Na altura, a tecnologia militar e os armamentos de Qing estavam atrasados comparativamente ao inimigo. Em 1654, a corte de Qing enviou um delegado para solicitar ao Joseon o reforço militar, nomeadamente bons mosqueteiros. Esta solicitação tinha dois objectivos: por um lado, o exército de Qing necessitava mesmo de reforço, por outro lado, para testar a lealdade de Joseon após o sucedido em 1650. O Rei então enviou 100 mosqueteiros para reforçar o exército de Qing na guerra contra os cossacos russos, da qual resultou derrota dos russos. Quer o exército de Qing quer os cassacos, ficaram surpreendidos da eficácia dos mosqueteiros coreanos, fruto da reforma militar do Rei Hyojong. Os mosqueteiros coreanos sobreviveram todos da guerra e retornaram gloriosamente a Joseon e foram recompensados pelo rei. Em 1658, a corte de Qing solicitou mais uma vez ao Joseon, além do reforço militar, necessitava de mantimentos. O Rei enviou 200 mosqueteiros. A guerra decorreu, sem surpresa, com a derrota dos russos, sendo 27 mosqueteiros coreanos feridos e 8 mortos. Mais uma vez, todos testemunharam a eficácia dos mosqueteiros coreanos. A campanha é conhecida como Nasun Jeongbeol／a conquista de Nasun (나선정벌; 羅禪征伐), sendo Nasun (나선; 羅禪) é resultado da tradução coreana da Rússia/Russa.

#### O Reinado de Hyeonjong
Em 1659, o Rei Hyojong faleceu, sem o seu plano de conquista concretizado e o seu filho Yi Yeon (이연; 李棩) ascendeu ao trono como décimo oitavo Rei de Joseon: o Rei Hyeonjong (현종; 顯宗).  Durante o seu reinado, os conflitos entre as facções intensificaram, nomeadamente entre as facções ocidental, caracterizada por conservadorismo, e do sul, caracterizada por serem mais liberais, com incidêndia nas questões de ritos fúnebres.
O primeiro conflito surgiu já durante o funeral de Hyojong em 1659 em que a facção ocidental e a facção sulista discutiram sobre quanto tempo deve a rainha Jangryeol (장렬왕후; 莊烈王后), a segunda esposa do rei Injo e madrasta do rei Hyojong, usar os vestes de luto de acordo com a tradição confucionista. Os ocidentais, liderados por Song Si-yeol (송시열; 宋時烈), defendiam que a rainha-viúva precisava de usar por apenas um ano por Hyojong ser um segundo filho enteado, enquanto os sulistas e seu líder Heo Jeok (허적; 許積) defendiam por um período de 3 anos por Hyojong ser filho que realmente sucedeu da linhagem familiar directa (ou seja, não ser filho de uma concubina), no âmbito confucionista. O conflito é conhecido como Kihae Yesong／a discussão moral do ano Kihae (기해예송; 己亥禮訟).
A decisão final coube ao jovem Rei Hyeonjong. Ele optou por impôr a rainha-viúva cumprir por 1 ano e isto significa a vitória da facção ocidental. No entanto, ao mesmo tempo, Hyeonjong não destituiu Heo Jeok do cargo de primeiro-ministro, a fim de evitar que os ocidentais ameaçassem o poder régio.
Durante o seu reinado, tomou uma política pró-Qing. Em 1667, 4 navios comerciais provenientes da ilha Formosa, cuja dominada pelas forças anti-Qing e servia de base de operações, tinha o seu destino como Nagasaki. Durante a viagem encontraram uma tempestade, dos quais 3 navios naufragaram e um ficou à deriva no mar até à ilha Jeju. Um dos sobreviventes identificou-se como delegado do Rei de Tungning e que alegava que lhe tinha confiado pelo rei a missão de solicitar o reforço militar a Japão a fim de restaurar a disnastia Ming. Estes sobreviventes usavam vestes da época de Ming, sem penteado do estilo dos Manchus (o penteado tradicional para os homens manchus era raspar a frente da cabeça enquanto cresce o cabelo da nuca em uma única trança) e falavam dialecto chinês Min nan, contudo, não se encontrou a carta do rei dirigida a governante do Japão. Portanto, o governo de Joseon duvidava da identidade dessas pessoas. Como Joseon receava das pressões provenientes do Império Qing, decidiu de transferir estes 95 sobreviventes para Hanseong e posteriormente entregá-los a Qing. Após a entrega, estes sobreviventes foram todos executados.
Em 1670-1671, Joseon foi devastado pela grande fome devido a Pequena Idade do Gelo - a carestia do ano Kyungshin (경신 대기근; 庚辛大飢饉) - sendo cerca de 100.000 pessoas morreram em 1671.
Em 20 de Março de 1674 (calendário lunar coreano: 24 de Fevereiro), a esposa do antigo rei Hyojong, a Rainha viúva Inseon (인선왕후 장씨; 仁宣王后 張氏) faleceu e a Rainha viúva Jangryeol ainda estava viva. Assim, surgiu um segundo conflito entre as facções: os ocidentais defendiam que a rainha-viúva precisava de estar em luto por apenas 9 meses enquanto os sulistas defendiam por um ano. E desta vez, o Rei aceitou a proposta da facção sulista por querer conservar o status dos pais, ou seja, reconhecidos como os verdadeiros sucessores da linhagem familiar directa. O conflito é conhecido como Gabin Yesong／a discussão moral do ano Gabin (갑인예송; 甲寅禮訟), que também é símbolo da vitória da facção sulista.

#### O Reinado de Sukjong
Em 17 Setembro de 1674 (calendário lunar coreano: 14 de Agosto), faleceu o Rei Hyeonjong e o seu filho Yi Sun (이순; 李焞) tornou-se novo Rei de Joseon, o Rei Sukjong (숙종; 肅宗). No início do seu reinado, a facção sulista manteve-se no poder após Gabin Yesong. Os três filhos do Grão-Príncipe Inpyeong (3º filho do Rei Injo e foi refém no Império Qing em substituíção dos dois irmãos mais velhos) e tios do Rei Sukjong: Príncipe Bogchang (복창군; 福昌君) Yi Jeong (이정; 李楨), Príncipe Bogseon (복선군; 福善君) Yi Nam (이남; 李柟), Príncipe Bokpyeong (복평군; 福平君) Yi Yeon (이연; 李㮒) desde pequenos foram sempre bem cuidados e tratados pelos Reis Hyojong e Hyeonjong, possivelmente devido à ausência do Grão-Príncipe Inpyeong. Desde aí, os três príncipes ficaram cada vez mais arrogantes e libertinos. Mais ainda, o avô materno deles pertenciam à facção sulista, assim os três príncipes tornaram-se ainda mais arrogantes. Durante o luto nacional devido ao falecimento do Rei Hyeonjong, os três permaneceram no palácio e violaram sexualmente as cortesãs e servas. Em 6 de Abril de 1675 (calendário lunar coreano: 12 de Março), o pai da Rainha viúva Myeongseong (명성왕후 김씨; 明聖王后 金氏) e avô materno do actual rei, Kim Woo-myeong (김우명; 金佑明) denuciou ao rei. A facção sulista para proteger os príncipes, alegaram que era falsa acusação e exigiu a punição de Kim Woo-myeong. A Rainha viúva Myeongseong apresentou-se à corte e fez-se de testemunha. O rei então mandou exilar os Príncipes Bogchang e Bokpyeong. Contudo a facção sulista acusaram que a rainha viúva estava a intervir nos assuntos do estado e exigiu o rei que "governasse melhor" a rainha viúva [자성(慈聖)의 동정(動靜)을 조관(照管); "照管慈聖"]. Um dos elementos da facção ocidental, Kim Su-hang (김수항; 金壽恆) criticou a atitude da facção sulista, referindo: "Desde os tempos antigos, nunca ouvi falar de um filho tinha que "governar" os pais. Isto parece um discurso ilógico" (예로부터 오면서 아들로서 부모를 살폈다는 말은 듣지 못하였습니다. 이 어찌 이치에 거슬리는 말이 아니겠습니까?; 從古以來, 未聞以子而照管父母, 則斯豈非逆理之言也?). A facção sulista logo exigiu ao rei que punisse Kim Su-hang. O incidente é conhecido como hongsuui byeon／o incidente de hongsuui (홍수의변; 紅袖之變). Em Julho, devido à grande seca, o rei amnistiou os príncipes.
Ao longo dos anos, o rei começou a ficar saturado com a facção sulista devido à usurpação do poder. Em Abril de 1680 (calendário lunar coreano: Março), o rei começou a reconduzir alguns elementos da facção ocidental aos importantes cargos, obrigando a demissão dos partidários sulistas. Em Maio (calendário lunar coreano: Abril), reconduziu Kim Su-hang ao governo e nomeou-lhe como novo Chefe-Conselheiro de Estado, obrigando Heo Jeok se demitisse. O incidente é chamado Kyungsin Hwanguk／mudança do governo do ano Kyungsin (경신환국; 庚申換局), sendo Hwanguk (환국; 換局) significa "mudança de governo".
Dois dias depois, a facção ocidental denunciou ao rei que o filho de Heo Jeok, Heo Gyeon (허견; 許堅) estava a conspirar com os príncipes Bogchang, Bogseon e Bokpyeong contra rei. Assim, os três príncipes, Heo Jeok e Heo Gyeon foram presos e posteriormente executados. A conspiração é conhecida como Sambog-ui ok／A conspiração de três "Bogs" (삼복의 옥; 三福-獄). Portanto, o acontecimento simboliza a assunção do poder pela facção ocidental.
No entanto, houve uma disputa entre os ocidentais mais jovens e os ocidentais mais velhos em 1682 sobre a forma de purgar os sulistas. Kim Ik-hun (김익훈; 金益勛), uma das figuras que derrubou os sulistas, falsificou acusações contra os partidários sulistas, enquanto outros partidários ocidentais mais jovens achavam que não deviam usar meios injustos para atingir objectivos e que Kim deveria ser punido. Quando Song Si-yeol, uma figura de peso da facção ocidental, ficou do lado dos ocidentais mais velhos em 1683, os ocidentais mais jovens ficaram furiosos. Assim, aqueles que continuavam a seguir Song e que concordavam em utilizar todos os meios para eliminar os sulistas, tornaram-se os No-ron／velho ensinamento (노론; 老論) enquanto aqueles que queriam eliminar os sulistas por meios justos e legais e que Kim fosse punido ficaram conhecidos como So-ron／novo ensinamento (소론; 少論).
Em 16 de Dezembro 1680 (calendário lunar coreano: 26 de Outubro), a esposa do rei, a Rainha Ingyeong (인경왕후 김씨; 仁敬王后 金氏) faleceu devido a varíola. Em 1681, o rei escolheu a nova rainha, a Rainha Inhyeon (인현왕후 민씨; 仁顯王后 閔氏), filha de um ministro da facção ocidental. Porém, durante vários anos a Rainha Inhyeon nunca deixou descendentes, motivo pelo qual ela pediu à Rainha viúva Myeongseong o retorno de uma amante do rei, Jang Ok-jeong (장옥정, 張玉貞) para que conseguisse deixar descendentes, contudo a rainha viúva recusou. A história desta amante remonta ainda no ano de 1680 em foi obrigada a entrar no palácio a servir como dama de companhia como punição familiar devido a um crime cometido pelo seu tio e apoiante da facção sulista. Após falecimento da Rainha Ingyeong, o rei ficou seduzido pela Jang durante o período de luto que não era aceite eticamente, segundo os príncipios confucionistas. A Rainha viúva Myeongseong mandou expulsar Jang fora da corte.
Após falecimento da Rainha viúva Myeongseong, em 1683, a Rainha Ingyeong repetiu o mesmo pedido ao rei, com apoio da Rainha viúva Jangryeol. Desta vez, foi concedido a autorização. Após o retorno à corte e foi designada como consorte do rei em 1686, Jang apresentou-se cada vez mais arrogante e a relação com a Rainha Inhyeon tornou-se cada vez mais conflituosa. Os familiares, sob influência dela, começaram a corromper-se e formaram camarilhas. Em 1688, a Consorte Jang deu à luz o filho primogénito do rei, Yi Yun (이윤; 李昀). A mãe da Consorte Jang queria lhe visitar e entrou no palácio de liteira. Na altura, só apenas os familiares directos da rainha é que podiam entrar no palácio de liteira, portanto o Inspector de Saheonbu (Gabinete do Inspector Geral) Yiig-su (이익수; 李益壽) mandou queimar a liteira e prender os liteireiros. O rei quando soube ficou furioso, mandou demitir Yi o cargo do Inspector e executar os envolvidos de Saheonbu.
Em 4 de fevereiro de 1689 (calendário lunar coreano: 15 de Janeiro), Jang foi promovida para consorte da primeira classe, Huibin (희빈; 禧嬪). Ao longo do tempo, Jang foi inventando calúnias contra a rainha. Porém, o rei acreditou nas tais calúnias, dos quais a rainha era invejosa e queria envenenar o príncipe, portanto em Junho (calendário lunar coreano: Maio) o rei depôs a Rainha Inhyeon e expulsou-a fora da corte. Assim, a Consorte Jang foi promovida a Rainha, no mesmo mês. O próximo passo seria a escolha do príncipe herdeiro. Os partidários ocidentais, que apoiavam a rainha deposta, solicitaram ao rei que adiasse a escolha. Todavia, o pedido foi visto como uma desobediência nos olhos do rei, assim foram todos demitidos e alguns deles foram executados. Os partidários sulistas foram reconduzidos aos principais cargos e Yi Yun foi escolhido como Príncipe herdeiro. O incidente é chamado Gisa Hwanguk／mudança do governo do ano Gisa (기사환국; 己巳換局).
Com o tempo a passar, Jang ficava cada vez mais arrogante e invejosa de modo que mal tratava e torturava as outras amantes do rei. Mais ainda, sentia-se poderosa de tal maneira que intervia nos assuntos do estado. A sua beleza também começava a diminuir e sem conseguir deixar mais descendentes, portanto o rei começou a ficar aborrecido com ela e começa a ter saudades da sua esposa anterior. A facção ocidental entendeu que tinha chegado a altura de restabelecer a rainha deposta e começaram a criar o tal movimento. Concomitantemente, Jang ainda conspirou com o seu irmão de modo a tentar assassinar a rainha deposta. Tudo isso levou com que em 1694, o rei retomou outra vez a Rainha Inhyeon como a sua esposa e despromoveu Jang para consorte da primeira classe. Aproveitando da situação, o rei destituiu os sulistas de todos os cargos e reconduziu os ocidentais aos principais cargos. O incidente é chamado Gapsul Hwanguk／mudança do governo do ano Gapsul (갑술환국; 甲戌換局) e como símbolo da decadência da facção sulista.
Em 1701, a Rainha Inhyeon estava muito adoecida, à beira da morte. Segundo uns rumores que Jang tinha conspirado com uma sacerdotisa xamã para amaldiçoar a rainha com magia negra e regozijando-se antecipadamente a sua morte. Finalmente, a rainha faleceu no dia 16 de Setembro (calendário lunar coreano: 14 de Agosto). Após o falecimento da rainha, a Consorte Choe (숙빈 최씨; 淑嬪 崔氏) denuciou ao rei essa conspiração. A facção So-ron implorou ao rei que com a sua misericórdia poupasse a vida de Jang por ser mãe do príncipe herdeiro. Mesmo assim, o rei condenou Jang, a sua mãe, o seu irmão e outros membros de familia à morte. Em 9 de novembro de 1701 (calendário lunar coreano: 10 de Outubro), Jang foi executada por envenenamento. A partir daí, o rei aprovou ainda um decreto que proibe qualquer concubina de se tornar rainha [이제부터 나라의 법전을 명백하게 정하여 빈어(嬪御)가 후비(后妃)의 자리에 오를 수가 없게 하라; 自今著爲邦家之典，不得以嬪御登后妃] e que vigorou até fim da dinastia.
Durante o seu reinado, foram realizadas reformas na área militar e económica, com o aumento de efectivos do exército, a construção de fortificações, a implementação generalizada de Daedongbeop (대동법; 大同法), que começara desde o reinado de Hyojong, alargando a todo o país e a emissão de dinheiro. Porém, aconteceu também a grande fome entre 1695 e 1699: a carestia dos anos Eulbyeong (을병대기근; 乙丙大飢饉), sendo cerca de 140.000 pessoas morreram, obrigando o governo coreano solicitar ajuda ao Imperador Kangxi e este ordenou o envio de suprimentos de ajuda a Joseon via terrestre e via marítima. Outro problema que tinha surgido à longa data foi a definição exacta da fronteira sino-coreana e que motivou um novo acordo do estabelecimento da fronteira entre os dois estados, nomeadamente a fronteira na montanha Baekdu em 1712.
Embora o Rei Sukjong mantivesse uma boa relação com Império Qing e mostrasse de um modo geral respeito ao suserano, no seu interior e perante a corte mostrava fidelidade à antiga Dinastia Ming. Em privado, o rei chamava aos manchus "bárbaros" e ao Imperador de Qing "soberano dos bárbaros" e que chegou a comentar o seguinte: "desde os tempos antigos, os bárbaros como os Hunos, nunca conseguiram governar a China por muito tempo. Hoje, os bárbaros de Qing conseguiram dominar a China há mais de cinquenta anos. Isto é realmente difícil de compreender. O Grande Ming possuía grandes virtudes e certamente que os seus descendentes reestabelecer-no-ão um dia. Além disso, o Imperador Shenzong foi bondoso com o nosso país e isso será inesquecível em todas as gerações. Porém, neste momento o nosso país foi humilhado e nós tinhamos que a suportar. Não há palavras que consigam expressar todo o nosso ódio" [옛날부터 중국을 침입해서 점거한 오랑캐들이 모두 다 오래 가지 못하였는데, 이번에 청(淸)나라 오랑캐는 중국을 점거한 지가 벌써 50년이 넘었으니, 천리(天理)는 진실로 추측하기 어려운 일이다. 명(明)나라가 덕을 쌓음이 깊고 두터웠으니, 그 자손이 반드시 중흥하는 남은 경사가 있을 것이고, 더욱이 신종 황제(神宗皇帝)는 우리 나라에 영구히 잊지 못할 은덕이 있는데, 우리는 국세(國勢)의 강약에 얽매여서 수치를 품은 채 참고 견디면서 오늘에 이르렀으니, 통한(痛恨)스러움을 이루 다 말할 수 있겠는가?; 自古凶奴之入處中華者, 皆不能久長, 而今此淸虜, 據中國已過五十年, 天理實難推知也。 大明積德深厚, 其子孫必有中興之慶, 且神宗皇帝於我國, 有百世不忘之恩, 而拘於强弱之勢, 抱羞忍過, 以至于今, 痛恨可勝言哉?]
O período tardio do seu reinado era caracterizado pela intensificação do conflito entre as facções No-ron e So-ron, contudo o rei já se conseguia equilibrar os dois lados, sem mais recorrer a Hwanguk, levando assim a uma estabilidade política. Desde 1713, o rei ficou adoecido e que o problema de sucessão foi o que lhe mais preocupou: o Príncipe Herdeiro Yi Yun começou a manifestar sinais de doença mental desde a morte da sua mãe, a Consorte Jang; o outro filho Príncipe Yeoning (연잉군, 延礽君) Yi Geum (이금; 李昑) era detestado pelo rei e o filho mais novo, Príncipe Yeollyeong (연령군; 延齡君) Yi Hwon (이훤; 李昍) era o seu preferido. Um dia, chamou o conselheiro Yi I-myŏng (이이명; 李頤命) e manifestou a ideia de que queria o que o filho mais novo herdasse o trono. O diálogo entre os dois é conhecido como Jeongyu dokdae／a conversa privada do ano Jeongyu (정유독대; 丁酉獨對). Após reunião com a corte, decidiu-se que o rei ia se entregando algumas responsabilidades ao príncipe herdeiro. Em 1719, faleceu o seu filho preferido, Príncipe Yeollyeong e o rei mergulhou-se na extrema angústia. Em 12 de Julho de 1720 (calendário lunar coreano: 8 de Junho), faleceu o Rei Sukjong. O Príncipe Herdeiro Yi Yun finalmente ascendeu ao trono aos 31 anos de idade como vigésimo Rei de Joseon, Rei Gyeongjong (경종; 景宗).

#### O Reinado de Gyeongjong
Durante os 4 anos do seu reinado, o rei devido à sua doença mental, era incapaz de governar. Segundo os registos, já no luto nacional pelo falecimento do rei antecessor, o rei só mostrava um sorriso de tolo, sem nenhuma fácies de tristeza. No seu dia-a-dia, não penteava o seu cabelo e apresentava incontinência urinária, onde esteve sentado ficava sempre molhado. Durante as discussões da corte era incapaz de responder questões e resolver problemas, levando a caos os assuntos do estado, pois as facções políticas aproveitando da situação para distorcer as interpretações dos decretos. Mais ainda, não tinha descendentes por provável impotência sexual. Houve alegações de que os problemas de saúde do rei se deviam a um ferimento causado pela sua mãe, a Consorte Jang, deixando-o estéril.
O seu reinado era caracterizado por intensas lutas pelo poder entre as facções, levando a purgos conhecidos como Shin-im sahwa／a purga dos anos Shin-im (신임사화; 辛壬士禍), junção de dois acontecimentos: Sinchuk Hwanguk／mudança do governo do ano Sinchuk (신축환국; 辛丑換局) em 1721 e Imin-oksa／os aprisionamentos do ano Im-in (임인옥사; 壬寅獄事) em 1722. A facção No-ron sabia que não haveria esperança de deixar descendentes, então sugeriu que escolhesse o Príncipe Yeoning como o herdeiro e essa sugestão teve apoio da madrasta do rei, a Rainha viúva Inwon (인원왕후 김씨 仁元王后 金氏) ou mais conhecida pela Rainha viuva Hyesun  (혜순왕대비; 惠順王大妃). Contudo, a esposa do rei, a Rainha Seon-ui (宣懿王后 魚氏; 선의왕후 어씨) opôs-se e sugeriu adopção de um filho da família real. A facção So-ron também se opôs. Após interferência da Rainha viúva Inwon, o Príncipe Yeoning finalmente foi escolhido como herdeiro em 1721. O próximo passo seria promover o Príncipe Yeoning como regente. A facção Soron, aproveitou da situação, acusando a facção Noron de tentativa de golpe. Isso resultou na destituição de membros de Noron e na execução de cerca de 60 pessoas, incluindo de vários de seus líderes e cerca de cento de setenta pessoas foram exiladas. É importante de salientar que, apesar do envolvimento de Príncipe Yeoning e constituía o elo principal nas lutas das facções, ele foi sempre escapado graças à protecção do seu irmão e rei, da sua madrasta rainha-viúva e do sogro do seu irmão (pai da Rainha Seon-ui).
Durante o seu reinado, o rei iniciou algumas reformas, como a criação de pequenas armas de fogo inspiradas a partir das armas ocidentais e reformas na agrimensura nas regiões do sul do país.
A morte do rei Gyeongjong ocorreu em 1724 e contribuiu ainda mais para controvérsias e rumores. Alguns membros da facção So-ron suspeitaram que o Príncipe Yeoning estivesse envolvido na morte de Gyeongjong, tendo em conta das precedências anteriores dos No-rons na tentativa de elevar o Príncipe ao trono.

#### O Reinado de Yeonjo
O Príncipe Yeoning tornou-se novo Rei de Joseon, o Rei Yeonjo (영조; 英祖). A sua legitimidade da ascensão ao trono foi sempre questionado. Já o decreto da sua ascensão, invocou a precedência de que o Rei Myeongjong sucedeu o seu irmão Injong (若仁、明之相承). Ora, o Rei Injong faleceu por suspeita de envenenamento. Isto criou logo rumores de que o Rei Yeonjo tinha assassinado o seu irmão para usurpar o trono.
No início do seu reinado, o rei começou a promover a "política de imparcialidade" ou política de Tangpyeong (蕩平策; 탕평책), que visava minimizar os combates entre as facções e promover a unidade nacional. Assim, nomeou ministros e conselheiros de várias facções, tentando-se equilibrar assim as forças políticas. Apesar disso, a facção So-ron continuava a espalhar rumores da usurpação do trono pelo rei. Portanto em 1725, o rei mandou prender e executar alguns líderes da facção So-ron e libertar membros da facção No-ron que tinham sido presos durante Imin-oksa, reconduzindo-os aos cargos de governo. O incidente chama-se Ulsa Hwanguk／mudança do governo do ano Ulsa (을사환국; 乙巳换局). Contudo, a facção No-ron intensificava a perseguição à facção So-ron, exigindo ao rei que punisse todos os líderes de So-ron e isto culminou, em 1727, com a destituição de todos os cargos dos membros da facção No-ron, visto que o rei estava aborrecido. Portanto, isto simbolizava a retoma do poder pela facção So-ron. O incidente chama-se Chongmi Hwanguk／mudança do governo do ano Chongmi (정미환국;丁未換局).
Após Chongmi Hwanguk, a ala radical e anti-Yeonjo da facção So-ron juntaram-se com a facção Sulista, espalhando mais ainda o rumor da usurpação do trono. Em 1728, afixaram cartazes anônimos em Hanseong, Jeonju e Namwon, acusando Yeongjo de envenenar o seu antecessor e isso levou à Rebelião de Yi In-jwa (이인좌의 난; 李麟佐의亂) ou a Rebelião do ano Musin (무신란; 戊申亂). A rebelião começou em Cheongju, liderado por Yi In-jwa (이인좌; 李麟佐), um membro da ala radical de No-ron, com o objectivo de proclamar rei o Príncipe Milpung (밀풍군; 密豐君) Yi Tan (이탄; 李坦), bisneto de Príncipe herdeiro Sohyeon, e vingar pelo alegado assassinato do Rei Gyeongjong. Dois rebeldes roubaram a pólvora, com a intenção de explodir dois portões do palácio real para facilitar a entrada dos rebeldes. Embora a rebelião durasse 17 dias e sobretudo concentrada na Província Jeolla, os rebeldes conseguiram obter um grande apoio do povo das províncias Gyeonggi, Chungcheong e parte sul de Gyeongsang. Esta revolta foi reprimida, sendo Yi In-jwa e sua família, bem como o Príncipe Milpung foram executados.
Porém os remanescentes permaneceram até 1755. Neste ano, o rei recebeu uma denúncia de que alguém afixou um cartaz anônimo em Naju para incentivar revoltas. Após investigação, foram executados os envolventes. No mesmo ano, ainda realizou extraordinariamente gwageo ou exame nacional extraordinário, que visava seleccionar candidatos para o serviço civil. No fim do exmae, foi entregue uma folha de respostas que continha palavras de insulto ao rei. Foi logo ordenado a investigação e concluiu que tinha sido os remanescentes de Yi In-jwa. Foram executados os envolventes. Os incidentes são conhecidos em conjunto como Ulhae-oksa／O aprisionamento do ano Ulhae (을해옥사; 乙亥獄事), na qual foram excutados no total cerca de 500 pessoas, purgando assim todas as forças anti-Yeonjo.
Uma das suas decisões mais controversas e trágicas foi a execução do seu único filho, o Príncipe Herdeiro Sado (사도세자; 思悼世子), em 1762. Nascido em 13 de fevereiro de 1735 (calendário lunar coreano: 21 de Janeiro), Sado era o segundo filho do Rei Yeongjo com uma concubina e o único herdeiro que sobreviveu até idade de adulto, pois o seu irmão mais velho morrera tragicamente aos 9 anos. O Rei Yeongjo, que também era filho de uma concubina, a sua legitimidade como rei era questionada, portanto o rei estava empenhado em criar o seu filho como um candidato perfeito para ser o próximo governante. Devido à pressão, à exigência e à severidade que o pai exercia sobre o filho, Sado começou a comportar-se de forma anormal e errática, como a obsessão de troca de roupa mais de 30 vezes por dia, a dependência alcoólica, os actos de violência contra os seus servos e os homicídios. Em 4 de julho de 1762, o rei destituíu o príncipe herdeiro de todos os títulos e ordenou-lhe que ficasse confinado dentro de um baú de madeira. Sado implorou pela sua vida, mas em vão. Sado ficou dentro de baú até à noite do sétimo dia e finalmente faleceu, provavelmente devido ao calor e à desidratação. Permanece controverso o incidente, pois por um lado, questionava-se se a causa do comportamento do Príncipe se tratava de sinais de uma doença psiquiátrica, como o seu tio Rei Gyeongjong, por outro lado, também se questionava se tratava de uma vítima política, visto que o rei tinha que proteger a honra da família e manter o reino em paz, de modo o caso não seja alvo da disputa entre as facções e não criar ainda mais ondas.
Durante o seu reinado, além da implantação com sucesso da política de Tangpyeong, efectuou também reformas em várias áreas, nomeadamente económica, jurídica, militar e social. Uma das reformas sociais foi "amenizar" a legislação sobre a restrição do desempenho de cargos oficiais pelos descendentes das concubinas e das servas - seo-eol geumgobeob (서얼금고법; 庶孽禁錮法). Além de permitir estes participarem nos exames nacionais para entrar na função pública - Seo-eol heotong (서얼허통; 庶孽許通), ainda permitir que estes desempenharem altos cargos e cargos de Samsa - Seo-eol tongcheong (서얼통청; 庶孽通清). O rei ainda serviu de exemplo, nomeou alguns destes para cargos de Samsa.
Em 22 de Abril de 1776 (calendário lunar coreano: 5 de Março), o Rei Yeonjo faleceu aos 82 anos, sendo o seu reinado durou 52 anos, o mais longo da dinastia.

#### O Reinado de Jeongjo
O Rei Jeongjo (정조; 正祖) subiu ao trono em 1776, após morte do avô, o Rei Yeonjo. Nascido em 1752 como Yi San (이산; 李祘), segundo filho do Príncipe Herdeiro Sado. O seu irmão mais velho, o príncipe herdeiro Uiso (의소세자; 懿昭世子) Yi Jeong (이정; 李琔), morrera na infância. Em 1759, Yi San foi escolhido como sucessor, a seguir do seu pai Príncipe Herdeiro Sado. Em 1764, tornou-se filho adotivo do falecido Príncipe Herdeiro Hyojang (효장세자; 孝章世子), filho primogénito do Rei Jeongjo e meio-irmão do príncipe herdeiro Sado, e da princesa consorte, a Rainha póstuma Hyosun (효순왕후 조씨; 孝純王后 趙氏), por ordem do rei Yeongjo. O príncipe herdeiro Hyojang tinha morrido na sua infância. O rei Yeongjo tomou essa decisão por vários motivos, por um lado, servia para limitar o poder e a influência da família do sogro do Príncipe Sado, evitando-lhes a usurpação do poder através de Yi San e proclamar Sado postumamente rei; por outro lado, em termos legais, a relação entre Sado e Yi San tornar-se-ia "tio e sobrinho" em vez de "pai e filho", dispensando assim da sua ilegitimidade para suceder o trono. Após subida do trono, o rei mandou alterar o nome póstumo do seu pai biológico, de Sado para Jangheon (장헌; 莊獻).
No início do seu reinado, caracterizava-se por conspirações contra o soberano, nomeadamente Jeongyu-yeokok／tentativa de regicídeo do ano Jeongyu (정유역옥; 丁酉逆獄) com posterior eliminação dos seus opositores. Efetuou ainda reformas como:
- Administrativa e governamental - Instituição de Kyujanggak (규장각; 奎章閣), uma espécie de biblioteca e arquivo real, sendo também servir como consultoria. Manteve a política de Tangpyeong, iniciado durante o reinado do seu avô;
- Militar - Mandou construir a Fortaleza de Hwasong (수원 화성; 水原華城), cuja sua estrutura, sua construção e conjunto o diferencia de todos os outros fortes. A fortaleza servia como capital secundária e para abrigar os restos mortais do seu pai o Príncipe Jangheon. Criou também a guarda real, Changyongyeong (장용영; 壯勇營). Mandou elaborar e publicar manuais sobre armas e estratégias militares;
- Social - Alargou a política de Seo-eol tongcheong e nomeou ainda descendentes das concubinas e das servas para cargos em Kyujanggak.
- Jurídica - Fim de proibição de solicitação direta de julgamento e recursos processuais ao rei. Mandou ainda reformar a legislação;
- Económica - Desde o reinado de Taijong, o estado controlava o comércio através da empresa estatal Yuguijeon (육의전; 六矣廛) e do seu monopólio bem como através da concessão do poder de monopólio a certas empresas, isto é, não permitia a venda livre desses produtos pelas empresas particulares. As empresas que vendiam produtos monopolizados, eram denominados Nanjeon (난전; 亂廛) e as empresas monopolistas detinham o poder de mandar encerrar esses Nanjeon, era o poder de Geumnanjeongwon (금난전권; 禁亂廛權). O rei Jeongjo mandou retirar o poder de Geumnanjeongwon às empresas monopolistas, facilitando assim a liberalização e o desenvolvimento do sector comercial - Sinhaetong-gong／Publicização do ano Sinhae (신해통공; 辛亥通共). Também permitiu a introdução de capital privado na exploração de minas.

A religião católica entrou em Joseon durante o seu reinado, a partir dos contatos anuais das delegações coreanas que visitavam Pequim. Na altura, alguns livros católicos em língua chinesa foram introduzidos e alguns literatos coreanos passaram a ter conhecimento desta “nova” religião e tentaram praticá-la por conta própria. Em 1783, Yi Seung-hun (이승훈; 李承薰) foi para Pequim com o pai que fazia parte da delegação diplomática em Pequim. Lá teve contacto com os missionários jesuítas e ficou batizado em 1794 por Jean-Joseph de Grammont. Retornou a Joseon e trouxe consigo livros religiosos e imagens sagradas e fundou uma comunidade cristã. Este é o evento que marca o estabelecimento da Igreja católica na Coreia. Mas o catolicismo não teve um início fácil: o governo, influenciado profundamente pelo neoconfucionismo, opôs-se fortemente à fé cristã. A crença católica de que todos os seres humanos possuem dignidade igual era vista como uma ameaça para o sistema hierárquico social. Além disso, era considerado crime ter contato com estrangeiros. Em 1785, Yi Seung-hun e outros fiéis foram presos pelo governo e a sua comunidade foi dissolvida. Contudo, durante o seu reinado, o rei mostrava-se tolerante à fé cristã, apesar de se opôr, não levantou grandes perseguições aos cristãos.
O rei faleceu súbitamente em 18 de Agosto de 1800 (calendário lunar coreano: 28 de Junho), apesar dos seus breve 4 anos de reinado, o Rei Jeonjo também é por vezes reconhecido como "o Grande" (정조대왕; 正祖大王), devido ao seu esforço de efetuar reformas.

### O Século XIX em Joseon

#### Os Reinados de Sunjo e de Heonjong
O Príncipe Yi Gong (이공; 李玜) ascendeu ao trono em 1800 como Rei Sunjo (순조; 純祖) aos 11 anos de idade. A esposa do Rei Yeonjo e bisavó de Sunjo, Rainha viúva Jeongsun (정순왕후 김씨; 貞純王后 金氏) tornou-se regente. Na altura, houve crescimento de número de cristãos e viam a necessidade de seguir a hierarquia e organização ditada pela Santa Sé de Roma, ou seja, teria de ser gerida por um sacerdote consagrado, o qual motivou o envio de uma carta ao Bispo de Pequim, D. Alexandre de Gouveia, para solicitar indicações. O Bispo Gouveia ficou tão comovido pela fé expressa na carta que enviou um sacerdote chinês, Padre Jacob Chou Wenmo (주문모; 周文謨), para a Coreia em 1795.
Em 1801, a Rainha viúva Jeongsun decretou o início de perseguição aos cristãos que martirizou cerca de 300 pessoas, incluindo Yi Seung-hun, Chou Wenmo e a esposa e a nora (que tinham sidos batizados) do Príncipe Euneon (은언군; 恩彦君) Yi In (이인; 李䄄), meio-irmão do falecido rei Jeongjo. A preseguição é conhecida como Sinyu Bakhae／a Perseguição do ano Sinyu (신유박해; 辛酉迫害).
Em 1804, o rei Sunjo assumiu o governo e a Rainha viúva Jeongsun faleceu no ano seguinte. O sogro de Sunjo e pai da Rainha Sunwon (순원왕후 김씨; 純元王后 金氏), Kim Jo-sun (김조순, 金祖淳) começou agarrar no poder. Salienta-se que quer a Rainha Sunwon, quer Kim Jo-sun, todos pertenciam ao clã Kim de Andong (안동 김씨; 安東金氏), portanto trata-se um marco histórico do início de "Política Sedo" (세도정치; 勢道政治), em que os sogros e familiares da rainha começaram a dominar o poder nos próximos 60 anos da história de Joseon.
Em 1811, Hong Gyeong-rae (홍경래; 洪景來) liderou uma revolta de camponeses que acabou por fracassar. Durante a repressão da revolta, houve vários patrocínios ao exército de governo e donativos para as vítimas de fome e guerra, dos quais vindos de um líder de um grupo mercantil, Im Sang-ok (임상옥; 林尙沃) que posteriormente foi promovido a um oficial de alta categoria (na altura, os comerciantes eram mal-vistos pelo estado e Im era classe de plebeu). Além disso, alargou ainda mais a política de Seo-eol tongcheong e amenizou a legislação seo-eol geumgobeob.
Em 1830, faleceu o príncipe herdeiro Hyomyeong (효명세자; 孝明世子) Yi Yeong (이영; 李旲).
Em 1834, o rei Sunjo faleceu aos 45 anos e seu neto Yi Hwan (이환; 李烉) tornou-se novo rei de Joseon aos 8 anos, rei Heonjong (헌종; 憲宗). Yi Hwan era filho do falecido príncipe Hyomyeong e da recém proclamada rainha viúva Sinjeong (신정왕후 조씨; 神貞王后 趙氏), que pertencia ao clã Jo de Pungyang (풍양조씨; 豐壤趙氏). Como o rei subiu ao trono de menor idade, a sua avó rainha viúva Sunwon, tornou-se regente, o que contribui para intensificação de Política Sedo: a luta pelo poder entre o clã Kim de Andong e o clã Jo de Pungyang.
Durante os 15 anos do seu reinado, Joseon entrou numa fase de desgovernação: além da luta pelo poder entre os familiares das rainhas, as epidemias e catástrofes naturais aumentaram o números de vagabundos. Houve ainda duas rebeliões, em 1836 e em 1844, respetivamente, com tentativa de proclamar novo rei o neto do Príncipe Euneon. Tudo isto marcam o início de declínio de Joseon.
Em 1839, iniciou a nova perseguição aos cristãos, liderados por Jo Man-yeong (조만영; 趙萬永) e Jo In-yeong (조인영; 趙寅永), membros do clã Jo. Muitos foram martirizados, incluindo três missionários franceses. A preseguição é conhecida como Gihae Bakhae／a Perseguição do ano Gihae (기해박해; 己亥迫害). Ainda, em 1846, o primeiro sacerdote católico coreano André Kim Taegon (김대건; 金大建) foi martirizado.

#### O reinado de Cheoljong
Em 1849, o rei Heonjong faleceu aos 23 anos, sem deixar descendentes. A rainha viúva Sunwon escolheu um parente afastado: o trineto do rei Yeonjo e neto do Príncipe Euneon, Yi Byeon (이변; 李昪), como novo rei, o rei Cheoljong (철종; 哲宗). Antes de se tornar o 25º rei de Joseon, a sua infância era infeliz, embora fosse descendente da família real: a sua família esteve envolvida numa conspiração, levando-o ao exílio na Ilha Ganghwa. Vivia na pobreza e os seus pais não tinham títulos reais. A família foi amnistiada pelo rei Sunjo, porém aos 13 anos, o seu irmão mais velho foi executado sob a acusação de conspiração e a sua família foi exilada mais uma vez na Ilha Gangwha. A escolha de Yi Byeon como o novo monarca possivelmente permitia a rainha viúva Sunwon continuasse a interferir nos assuntos do estado, assim como a sua família e o seu clã.
O rei casou-se com uma filha do membro de clã Kim de Andong, que mais tarde conhecida como Rainha Cheorin (철인왕후 김씨; 哲仁王后 金氏). Durante o seu reinado, a Rainha viúva Sunwon desempenhou mais uma vez como regente até 1851 e faleceu em 1857. O clã Kim de Andong, ao qual pertenciam a Rainha Sunwon e a Rainha Cheorin, manteve o controlo sobre a política durante todo o reinado de Cheoljong, tornando-o um monarca fantoche. Mais ainda, muitos dos membros do clã Kim estavam corrompidos pelo poder e envolvidos na corrupção e no clientelismo, intensificando assim ainda mais a crise económica e política, com consequente surgiram várias rebeliões, nomeadamente em 1862 a rebelião de Jinju e a rebelião dos camponeses do ano Imsul (임술농민봉기; 壬戌農民蜂起). O governo tentou efetuar várias reformas, contudo sem sucesso.
Em termos de política externa, aplicava a política externa isolacionista desde o século XVII. No reinado de Cheoljong, houve aumento das interações e incursões estrangeiras. Os navios europeus e americanos apareciam frequentemente nas zonas marítimas de Joseon (pelo menos 20 registos), levando a vários incidentes, como saqueamentos e bombardeamentos:
- Em 1850, um barco estrangeiro de nacionalidade desconhecida apareceu em Uljin, na província de Gangwon e bombardeou as fortificações e a costeira, levando à morte alguns oficiais de Joseon;[187]
- Em 1851, um navio mercante francês, que trazia também chineses, ancorou na Ilha de Jeju.[188]
- Em 1852, um baleeiro americano ancorou em Dongnae, na província de Gyeongsang e que trazia alguns japoneses a bordo, que tinham sido resgatados após um naufrágio.[189]
- Em 1854, a fragata russa Pallada entrou no rio Tumen para prospecção e nomearam Wonsan como "Porto Lazarev". No mesmo ano, foi relatado que alguns residentes locais foram baleados enquanto a multidão observava o navio estrangeiro.[190]
- Em 1855, a fragata francesa Virginie navegou ao longo da costa leste de Joseon, de Busan ao rio Tumen e nomearam algumas das ilhas. No mesmo ano, um barco inglês chamado Sylvia alcançou a Busan.[191]
- Em 1856, centenas de soldados do exército francês não retornaram à França após a Guerra da Crimeia; em vez disso, eles saquearam algumas cidades costeiras da província de Chungcheong e da província de Hwanghae.[192][193]

Em 1860, durante a Segunda Guerra do Ópio, Pequim foi invadido pelo exército anglo-francês e o Antigo Palácio de Verão foi saqueado e incendiado. Como Pequim ficava perto de Joseon, a notícia espalhou-se rapidamente por Joseon e causou vários distúrbios. Alguns nobres fugiram de Hanseong, e muitas pessoas usavam crucifixo no peito para agradarem os estrangeiros de modo a se protegerem deles. Para obter mais notícias, Cheoljong enviou vários enviados a China. Após a invasão, os países europeus ganharam vários privilégios na China. Como Joseon era protetorado da China, esses países exigiram que tivessem os mesmos privilégios e direitos em Joseon, sendo as exigências foram rejeitadas pelo governo chinês. Então a Grã-Bretanha, a França, os Estados Unidos e o Império Russo começaram a exercer pressão diretamente sobre Joseon.
Desde o século XIX, o catolicismo era ilegal em Joseon, mas durante o reinado de Cheoljong, a perseguição foi aligeirada e houve crescimento exponencial de números de cristãos, sendo alguns deles eram membros da corte que tinham sido convertidos, incluindo a Princesa Sunmok (순목부대부인 민씨; 純穆府大夫人 閔氏), mãe do futuro Rei Gojong, que também se tornou cristã. Devido a este crescimento do número de cristãos, em 1860, Choe Je-u (최제우; 崔濟愚) fundou um novo movimento acadêmico e religioso: Donghak／"aprendizado oriental" (동학; 東學) e que era visto pelo governo como uma seita religiosa. Movimento este era uma reação ao Seohak／"aprendizado ocidental" (서학; 西學) e consistia em filosofia, catolicismo e ideias ocidentais.
O rei Cheoljong teve 5 filhos, mas faleceram todos, ficando sem herdeiro. Por outro lado, muitos membros e descendentes da família real ou tinham sido executados ou tinham sido preseguidos pelos membros do clã Kim de Andong: em 1851, Yi Myeong-seop (이명섭; 李命燮), um descendente do príncipe herdeiro Sohyeon, foi executado por ter envolvido numa conspiração liderado por Chae Hui-jae (채희재; 蔡喜載); em 1860, o Príncipe Gyeongpyeong (경평군; 慶平君) Yi Ho (이호; 李晧), neto do Príncipe Euneon e filho do Príncipe Punggye (풍계군; 豐溪君), foi exilado e foi-lhe retirado os títulos por ter criticado o clã; em 1862, Yi Ha-jeon (이하전; 李夏銓), um sucessor potencial do rei Heonjong, foi exilado e executado na ilha Jeju por acusado de ter envolvido numa conspiração. Com medo de ser perseguido, o Príncipe Heungseon (興宣君; 흥선군) Yi Ha-eung (이하응; 李昰應),  pai de futuro rei Gojong e que mais tarde elevado a Heungseon Daewongun (흥선대원군; 興宣大院君), agia como um boémio e leviano, frequentava muitas vezes locais de kisaengs, isso fez com que o clã Kim o desprezasse e fosse menos cauteloso com ele.
Em 1864, o rei faleceu aos 33 anos e sem herdeiro indicado.

#### O reinado de Gojong e fundação do Império Coreano
Os conflitos entre o clã Kim de Andong e o clã Jo de Pungyang intensificaram devido à escolha do novo monarca. A rainha viúva Sinjeong, que pertencia ao clã Jo de Pungyang e na altura era a mais alta representante da casa real, escolheu o segundo filho do Príncipe Heungseon, Yi Myeong-bok (이명복; 李命福), que mais tarde alterou o seu nome para Yi Hui (이희; 李㷩), para assumir o trono, que seria conhecido como o rei Gojong (고종; 高宗). Para o legitimizar em termos legais, ordenou que registassem Yi Hui como filho adotivo do falecido príncipe herdeiro Hyomyeong (filho do rei Sunjo), que mais tarde elevado postumamente como Rei Munjo (문조;文祖). Yi Hui subiu ao trono aos 12 anos e como de menor idade, o seu pai biológico Príncipe Heungseon tornou-se regente, recebendo o título Heungseon Daewongun (흥선대원군; 興宣大院君). O título Daewongun (literalmente como "príncipe da grande corte") é um título habitualmente concedido ao falecido pai do monarca reinante, quando este pai nunca reinou por si só, como o pai de Seonjo, Deokheung Daewongun (덕흥대원군; 德興大院君), o pai de Injo, Jeongwon Daewongun (정원대원군; 定遠大院君) e o pai de Cheoljong, Jeongye Daewongun (전계대원군; 全溪大院君). Contudo, desta vez foi concedido ao Príncipe Heungseon enquanto vivo e que rege o estado.
Durante o governo de Daewongun, a França e a América tentaram estabelecer relações comerciais com Joseon, mas não conseguiram devido à política de isolacionismo do próprio Joseon. Por outro lado, as notícias da Rebelião Taiping chegaram a Joseon e alimentou mais ainda a atitude anticristianista de Daewongun. Em 1866, Daewongun reforçou a proibição do cristianismo e iniciou uma nova perseguição aos cristãos. Na altura, havia 12 missionários franceses em Joseon, sendo 9 foram presos e executados, junto com cerca de 8000 cristãos coreanos. A preseguição é conhecida como Byeongin Bakhae／a Perseguição do ano Byeongin (병인박해; 丙寅迫害). Os que sobreviveram, fugiram para Pequim e denunciaram à embaixada francesa que causou retaliação. Em Outubro, uma armada francesa liderada por Pierre-Gustave Roze partiram do porto de Zhifu e invadiram a ilha Ganghwa.